# Équipe du Chili de football
Cet article traite de l'équipe masculine. Pour l'équipe féminine, voir Équipe du Chili de football féminin.
Maillots
Actualités
L'équipe du Chili de football est constituée par une sélection des meilleurs joueurs représentant le Chili en football masculin.
Dirigée par la Fédération du Chili (Federación de Fútbol de Chile), fondée en 1895 et affiliée à la FIFA depuis 1913, l'équipe nationale chilienne dispute la première rencontre officielle de son histoire en 1910, face à l'Argentine. Faisant partie des quatre membres fondateurs de la CONMEBOL en 1916, le Chili prend part à la première édition de la Copa América et devra attendre la 44e édition en 2015 pour être sacré, à domicile, après avoir été quatre fois vice-champion. Dans la foulée du titre obtenu, le Chili remporte une deuxième Copa América en 2016, à l'occasion du centenaire du tournoi sud-américain, et se hisse en finale de la Coupe des confédérations 2017 (perdue face à l'Allemagne), pour sa première participation à ce tournoi.
La « Roja », comme elle est surnommée, participe à neuf phases finales de Coupes du monde. Son meilleur résultat est une troisième place décrochée à la Coupe du monde 1962, devant son public.
Historiquement, l'équipe du Chili joue ses rencontres à domicile à l'Estadio Nacional de Ñuñoa, bien qu'elle évolue parfois à l'Estadio Monumental David Arellano. Les Chiliens ont atteint leur meilleure position au classement FIFA en avril 2016 en se hissant pour la première fois sur le podium (3e rang mondial).

## Histoire

### Les débuts (années 1910–1920)
L'équipe du Chili joue son premier match international contre l'équipe d'Argentine le 27 mai 1910. Le match amical, joué à Buenos Aires, est remporté 3–1 par les Argentins dans le cadre de la préparation pour la Copa Centenario Revolución de Mayo.

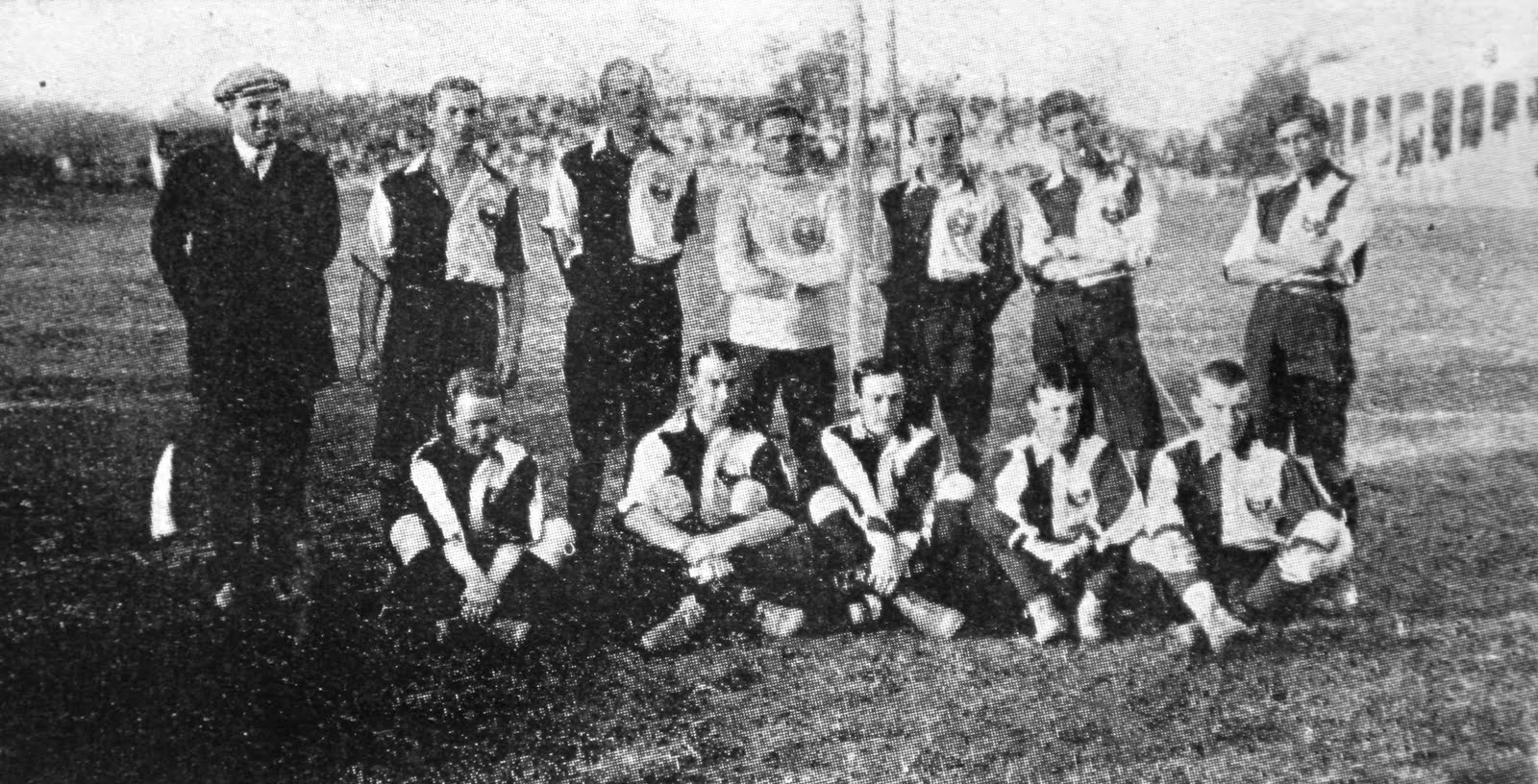
L'équipe du Chili avant le match de la Copa Centenario Revolución de Mayo contre l'Argentine du 5 juin 1910.

Cependant, il existe une controverse concernant ce match, car selon une étude récente, la sélection argentine présente ce jour-là est en fait un regroupement d'étudiants locaux venus se mesurer à l'équipe chilienne dans un match d'exhibition,. Le journal La Argentina rapporte, dans le programme de la semaine du 25 mai 1910, un match Combinados v. Chilenos le 27 mai. En outre, le journal affirme que « l'équipe qui joue contre les Chiliens est une combinaison d'étudiants voulant jouer contre des [joueurs plus] anciens ». C'est pourquoi, bien qu'il n'y a aucun doute sur le fait qu'il s'agisse du premier match de l'équipe du Chili, cette rencontre ne devrait pas être considérée comme un match international officiel, contrairement à celle du 29 mai contre l'Uruguay (0–3). Néanmoins, l'ANFP (en), l'IFFHS, RSSSF et la FIFA considèrent le match joué le 27 mai 1910 comme la première rencontre internationale officielle de l'équipe du Chili.
| Match amical                            | Argentine | 3 – 1   | Chili |                                                                         |                                                                         |
| 27 mai 1910 · Historique des rencontres | Viale 38e · Susán 43e · Hayes 68e                                                                                        | (2 – 1) | 11e Simmons                                                                                                  | Belgrano, Buenos Aires Spectateurs : 6 200 Arbitrage : Armando Bergalli | Belgrano, Buenos Aires Spectateurs : 6 200 Arbitrage : Armando Bergalli |
| 27 mai 1910 · Historique des rencontres | Rapport |         | | Belgrano, Buenos Aires Spectateurs : 6 200 Arbitrage : Armando Bergalli | Belgrano, Buenos Aires Spectateurs : 6 200 Arbitrage : Armando Bergalli |
| 27 mai 1910 · Historique des rencontres | Rojo – Gallino, Chiappe – Amadeo, Grant, Ginocchio – Fernández, Susán (es) , Juan Enrique Hayes (en), M. González, Viale | Équipes | Gibson – Barriga, Hoyl – Hormazábal, Allen , P. González (es) – Davidson, Simmons, Campbell, Hamilton, Acuña | Belgrano, Buenos Aires Spectateurs : 6 200 Arbitrage : Armando Bergalli | Belgrano, Buenos Aires Spectateurs : 6 200 Arbitrage : Armando Bergalli |

La fédération du Chili, deuxième plus ancienne fédération sud-américaine de football, est fondée le 19 juin 1895 dans la ville de Valparaíso. Affiliée à la FIFA en 1913, elle est trois ans plus tard une des quatre membres fondatrices de la CONMEBOL. Avec l'Argentine, le Brésil et l'Uruguay, le Chili participe aux quatre premières éditions du championnat d'Amérique du Sud, plus tard rebaptisé Copa América. Le premier buteur chilien dans la compétition est l'ailier des Santiago Wanderers, Telésforo Báez, qui marque contre l'Argentine (1–6) le 6 juillet 1916.

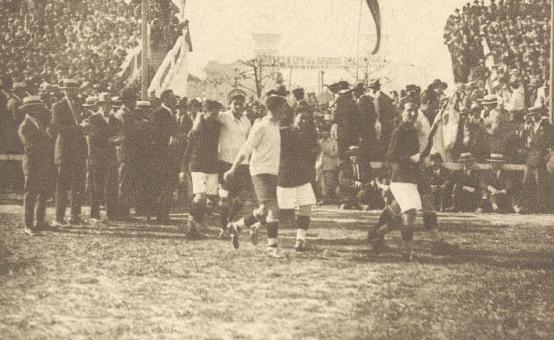
L'Uruguay et le Chili entrant sur le terrain à la Copa América 1926 à Ñuñoa.

Les Chiliens ne connaissent pas le goût de la victoire avant le 33e match de leur histoire, au Championnat sud-américain 1926. Le 12 octobre 1926 à Santiago, pour le premier match officiel de l'équipe de Bolivie, le Chilien Humberto Moreno inscrit le premier but olympique (es) dans l'histoire de la Copa América, tandis que l'attaquant de Colo-Colo David Arellano signe un quadruplé pour offrir la première victoire de son histoire à la Roja (7–1). Au cours de cette édition, elle réussit même à vaincre le Paraguay pour la première fois (5–1), bien aidée par les trois buts d'Arellano, meilleur buteur du tournoi avec sept réalisations. Mort l'année suivante d'une péritonite, Arellano n'est pas du voyage à Amsterdam pour la première participation de la Roja aux Jeux olympiques. Emmené par ses vedettes Guillermo Saavedra et Guillermo Subiabre, le Chili perd son premier match face au Portugal (2–4) et est éliminé du tournoi principal, avant de se ressaisir contre le Mexique (3–1) puis de faire match nul contre les hôtes néerlandais (2–2) en finale du tournoi de consolation. Les Néerlandais remportent le match au lancer de pièces mais offrent la coupe de consolation aux Chiliens.

### La participation à la première Coupe du monde en 1930

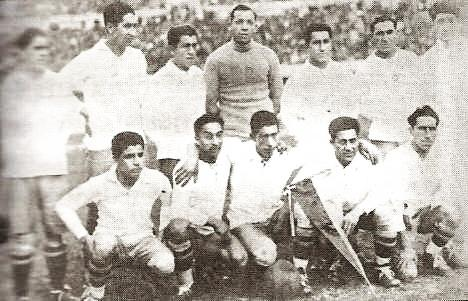
L'équipe du Chili, le 22 juillet 1930, avant le match contre l'Argentine. Au second rang, de gauche à droite : Morales, Chaparro, Saavedra, Cortés, A. Torres, C. Torres. Au premier rang, de gauche à droite : Aguilera, Vidal, Villalobos, Subiabre, G. Arellano.

En 1930, le pays participe à la première Coupe du monde, en Uruguay. Toutes les équipes nationales affiliées à la FIFA sont invitées à prendre part à la compétition, initialement prévue pour accueillir seize participants. Finalement, le tournoi débute le 13 juillet 1930 avec seulement treize participants, les Sud-Américains répondant majoritairement présent, parmi lesquels l'équipe du Chili.
Le Hongrois György Orth est chargé de diriger l'équipe nationale chilienne. Il est plus jeune que le doyen des joueurs chiliens retenus, le défenseur du club de La Cruz Valparaiso Ulises Poirier, âgé de 33 ans et 5 mois lors du match du premier tour face au Mexique. Huit des dix-neuf joueurs chiliens évoluent au Colo-Colo, le club le plus populaire du pays. Le frère cadet de David Arellano, Guillermo, fait partie de la sélection. Le Chili tombe dans le groupe A, composé de la France, de l'Argentine et du Mexique.

Le Chili bat la France un but à zéro sur un but de la tête de Guillermo Subiabre.

Pour leurs débuts le 16 juillet, les Chiliens l'emportent sur le Mexique 3–0 grâce à des buts signés Guillermo Subiabre (doublé) et Carlos Vidal. Trois jours plus tard, ils se défont de la France un but à zéro sur une réalisation de la tête de Subiabre. Durant ce match, le gardien de but français Alexis Thépot arrête un penalty tiré par Guillermo Saavedra, une première dans l'histoire de la Coupe du monde.
L'Argentine et le Chili se retrouvent alors à égalité de points en tête du groupe avant le dernier match, avec deux victoires chacun. Leur confrontation lors de la dernière journée est donc décisive et se présente comme un véritable quart de finale, le vainqueur se qualifiant pour les demi-finales. Le 22 juillet, devant les 41 000 spectateurs du stade Centenario de Montevideo, les Argentins mènent déjà deux buts à un au bout d'un quart d'heure de jeu après deux buts de Guillermo Stábile contre un de Subiabre. En seconde mi-temps, Mario Evaristo ajoute un troisième but pour l'Argentine, permettant à son équipe d'assurer la première place du classement, la seule qualificative pour les demi-finales. Le Chili termine à la deuxième place du groupe derrière le futur finaliste. En 1986, le Chili est rétroactivement classé cinquième de cette édition par la FIFA.

### Le repli en Amérique du Sud (années 1930–1940)

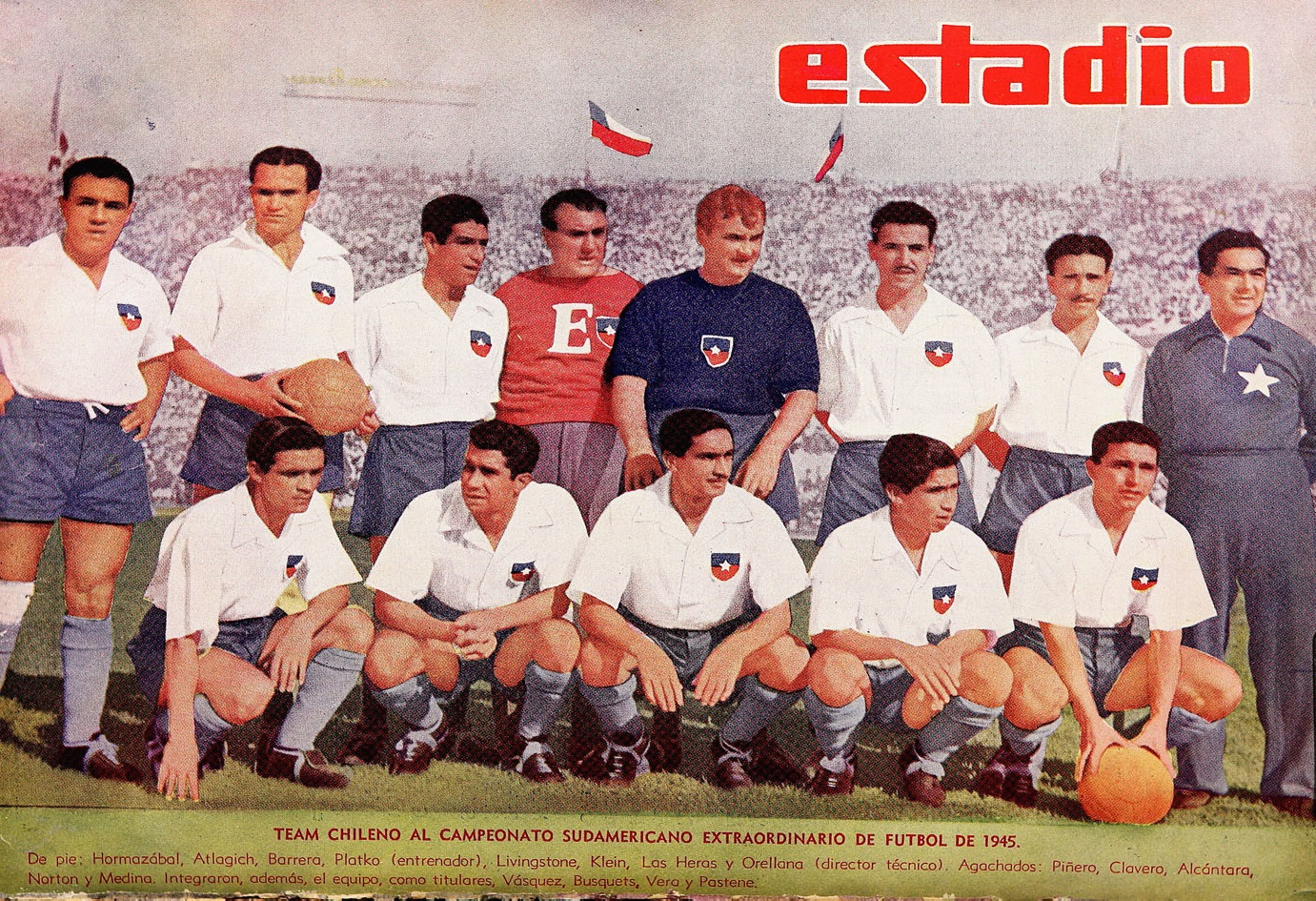
L'équipe du Chili à la Copa América 1945 à lEstadio Nacional de Santiago. Debout : F. Hormazábal, Ataglich, Barrera, Platko, Livingstone, Klein, Las Heras et Orellana. Accroupis : Piñeiro, Clavero, Alcántara, Norton et Medina.

Après le mondial uruguayen, le Chili ne dispute aucune rencontre internationale pendant près de cinq ans, il déclare notamment forfait pour la phase qualificative pour le mondial 1934. Au Championnat sud-américain 1935 au Pérou, la Roja finit dernière au classement après trois défaites en autant de rencontres. Lors de l'édition suivante en Argentine, le Chili décroche le premier succès de son histoire face à l'Uruguay (3–0), grâce au doublé de son avant-centre Raúl Toro, meilleur buteur du tournoi avec sept buts. Forfait quatre ans plus tôt, le Chili renonce à s'inscrire pour le mondial de 1938. Au Championnat sud-américain 1939 au Pérou, les Chiliens laissent la dernière place aux néophytes équatoriens qu'ils battent 4–1 pour leur première confrontation.
Le Chili se replie sur le continent sud-américain en limitant ses apparitions internationales au championnat continental, rencontrant exclusivement des nations membres de sa confédération entre le 19 juillet 1930 pour son deuxième match du mondial uruguayen contre la France et le 25 juin 1950 face à l'Angleterre pour son premier du mondial Brésilien. Pendant cette période, la Roja, dirigée par le mythique Franz Platko, égale sa meilleure performance dans le tournoi sud-américain en 1945 en étant classée troisième, à nouveau sur ses terres comme en 1926 et en 1941. Le 18 février 1945, elle vainc à nouveau l'Uruguay (1–0), dont les cages sont gardées par Roque Máspoli, futur champion du monde. Côté chilien, le dernier rempart est alors Sergio Livingstone, qui participe à sept éditions de la Copa América et fixe à trente-quatre le record du nombre de matchs joués dans la compétition, égalé seulement par le Brésilien Zizinho.

### Le retour timide sur la scène internationale (années 1950)
L'Argentine déclare à nouveau forfait pour la Coupe du monde 1950, qualifiant de fait pour la phase finale la Bolivie et le Chili, les deux adversaires de son groupe éliminatoire. En phase finale, les hommes d'Arturo Bucciardi inscrivent seulement deux points après deux défaites contre l'Angleterre puis contre l'Espagne sur le même score (0–2) et une victoire contre les États-Unis (5–2). Les buteurs chiliens sont Atilio Cremaschi (deux buts), Andrés Prieto, Fernando Riera et l'attaquant de Newcastle United, Jorge Robledo. Seule la première place du groupe étant qualificative pour la poule finale, l'équipe du Chili, à égalité de points avec l'Angleterre et les États-Unis, est éliminée au premier tour.
Au sortir du mondial brésilien, le Chili organise le premier championnat panaméricain de football et réalise la plus longue série de victoires consécutives depuis ses débuts avec cinq matchs gagnés dont quatre au cours de ce tournoi, sur le Panama (6–1), le Mexique (4–0), le Pérou (3–2) et l'Uruguay (2–0). Le dernier match contre le Brésil est donc décisif, un match nul étant suffisant aux Chiliens pour remporter le championnat. Face à leur bête noire brésilienne, invaincue en dix confrontations avec la Roja, les Chiliens concèdent sèchement une neuvième défaite (0–3) et se classent deuxièmes. Au Championnat sud-américain 1953 disputée à l'Estadio Nacional de Lima, les Chiliens se classent quatrièmes à un point seulement des vainqueurs brésiliens, qui les défont difficilement (2–3) lors du pénultième match. L'attaquant de l'Universidad Católica Francisco Molina, auteur des deux buts contre le Brésil, est le meilleur buteur de l'édition péruvienne avec sept réalisations. Plus tard dans l'année, le Chili s'offre deux matchs amicaux de prestige face aux deux nations européennes qu'elle a affronté trois ans auparavant au mondial brésilien, l'Angleterre et l'Espagne. Pour ses premiers matchs amicaux face à des nations d'un autre continent, il perd à nouveau ces deux matchs sur le même score (1–2).
Au début de 1954, la Roja se lance dans les éliminatoires de la Coupe du monde en Suisse. Elle convoite l'unique place qualificative de la zone Amérique du Sud, dans un groupe disputé par matchs aller-retour et réduit à trois équipes avec le Brésil et le Paraguay, le Pérou ayant déclaré forfait. Le Chili perd les quatre confrontations contre Brésiliens et Paraguayens, ne marquant qu'un but par Jorge Robledo, et est éliminé.
En 1955, le Chili est tout proche de remporter son premier titre continental mais perd le dernier match décisif face à l'Argentine (0–1). L'année suivante, il est à nouveau deuxième derrière l'hôte uruguayen qui le domine (1–2), l'attaquant de Colo-Colo Enrique Hormazábal étant meilleur buteur de cette édition avec quatre buts, dont deux face au Brésil pour une première victoire de la Roja sur les Auriverde (4–1). Les deux éditions qui suivent ne sont pas du même acabit, le Chili se classant sixième et avant-dernier au Pérou, incapable de battre l'Équateur, puis cinquième en Argentine. Entretemps, le Chili remporte la Coupe Bernardo O'Higgins en dominant pour la deuxième fois de son histoire le Brésil (1–0, but de René Meléndez) le 15 septembre 1957,. Mais deux ans plus tard, lors de la troisième édition de la Coupe O'Higgins à Rio de Janeiro le 17 septembre 1959, le Chili enregistre la plus large défaite de son histoire contre le Brésil sur le score de 7 buts à 0, dont un triplé de Pelé.
Fin 1957, la Roja participe aux éliminatoires de la Coupe du monde 1958. Elle commence la compétition de manière idéale en venant à bout des Boliviens (2–1, buts de Guillermo Díaz et de Jaime Ramírez) mais reste muette lors des trois matchs qui suivent pour autant de défaites. Les Argentins sortent vainqueurs de ce groupe devant les Boliviens et les Chiliens et se qualifient pour le mondial suédois.

### La Coupe du monde de 1962: l'apogée du football chilien
L'Europe venant d'accueillir deux Coupes du monde consécutives, les fédérations sud-américaines réclament que l'édition 1962 se tienne sur leur continent en menaçant de boycotter le tournoi, comme en 1938. L'Argentine, ayant déjà fait plusieurs candidatures, est favorite. Le président du club chilien du Deportes Magallanes, Ernesto Alvear, assiste à un congrès de la FIFA à Helsinki pendant que la ville finlandaise est l'hôte des Jeux olympiques d'été de 1952. Il estime que le Chili est en mesure d'organiser la Coupe du monde. Certaines sources disent aussi que la FIFA ne voulait pas que l'Argentine l'organise seule, demandant une participation symbolique du Chili. Le Chili dépose sa candidature en 1954 aux côtés de l'Argentine et de l'Allemagne de l'Ouest, cette dernière se retirant à la demande de la FIFA en raison du risque de boycott des pays sud-américains. Le comité de la fédération du Chili, dirigé par Carlos Dittborn (en) et Juan Pinto Durán, se rend dans de nombreux pays afin de convaincre diverses fédérations étrangères sur la capacité du pays à organiser le tournoi, en comparaison aux infrastructures sportives supérieures en Argentine et au prestige de celles-ci. Le congrès de la FIFA se tient à Lisbonne le 10 juin 1956. Ce jour-là, Raúl Colombo, représentant la candidature de l'Argentine, termine son discours par la phrase « Nous pouvons commencer la Coupe du monde demain. Nous avons tout ». Le lendemain, Dittborn présente quatre arguments pour la candidature du Chili : poursuite des participations du Chili aux conférences et tournois organisés par la FIFA, le climat sportif, la tolérance raciale et religieuse et la stabilité politique et institutionnelle du pays. En outre, Dittborn invoque l'article 2 des statuts de la FIFA qui aborde le rôle du tournoi dans la promotion du sport dans les pays sous-développés. Le Chili récolte trente-deux voix contre onze pour l'Argentine. Treize membres votent blanc,.
La Coupe du monde 1962, septième phase finale de la Coupe du monde de football, est la troisième organisée sur le sol sud-américain. En 1960, le séisme de Valdivia frappe le pays avec la plus grande ampleur jamais enregistrée : 9,5 sur l'échelle de Richter. Malgré la catastrophe, le Chili est maintenu comme pays hôte de cette Coupe du monde. Afin de préparer le mondial, l'équipe chilienne dispute une vingtaine de rencontres amicales en deux ans, dont une au Parc des Princes de Paris contre l'équipe de France, troisième de la Coupe du monde 1958. Meilleur buteur du mondial suédois avec treize unités, Just Fontaine inscrit deux buts et la France s'impose facilement (0–6).

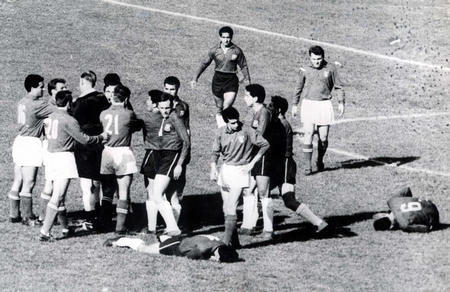
Scène du match Chili–Italie, surnommé la « bataille de Santiago ».

Un mois avant le début du mondial, Carlos Dittborn, à la tête du comité d'organisation, meurt subitement à 38 ans. En hommage, chaque joueur chilien porte pendant la durée de la compétition une bande noire imprimée sous l'insigne de son maillot. Les hommes de Fernando Riera, sélectionneur national depuis cinq ans, figurent dans le groupe 2, composé de l'Italie, de l'Allemagne de l'Ouest et de la Suisse. Le 30 mai, en ouverture de la compétition, le Chili bat la Suisse sur le score de 3–1 (doublé de Leonel Sánchez et but de Jaime Ramírez). Le 2 juin, le match entre le Chili et l'Italie, connu en Europe comme la « bataille de Santiago », est caractérisé par un style de jeu défensif et très violent de la part des deux équipes. Malgré l'expulsion de deux joueurs par l'arbitre anglais Ken Aston, le match continue d'offrir le spectacle de tentatives délibérées et répétées des joueurs des deux côtés de nuire à l'adversaire. La rencontre se termine sur le score de 2–0 en faveur du Chili (buts de Jaime Ramírez et de Jorge Toro) et les deux équipes quittent le stade sous escorte policière. Malgré sa défaite face à l'Allemagne de l'Ouest 0–2, la Roja termine le groupe en deuxième position et se qualifie pour les quarts de finale où elle est opposée à la redoutable Union soviétique. Le match, joué dans la ville d'Arica le 10 juin, voit la défaite des champions d'Europe 1960 par 2–1 grâce à des buts chiliens signés Eladio Rojas et Leonel Sánchez. En demi-finale, les Chiliens font face aux champions du monde en titre, les Brésiliens. Ces derniers s'imposent par 2–4 malgré les buts chiliens de Jorge Toro et de Leonel Sánchez devant 76 500 personnes, record d'affluence de l'édition. Ce match voit les expulsions du Chilien Honorino Landa et du Brésilien Garrincha. Le Chili remporte le match pour la troisième place 1-0 face à la Yougoslavie, grâce à un but du milieu de terrain Eladio Rojas à la 90e minute. Devant 67 000 personnes acquises à sa cause, la Roja monte sur le podium et réalise sa meilleure performance en Coupe du monde.

### Le retour à l'ordinaire (1963–1973)

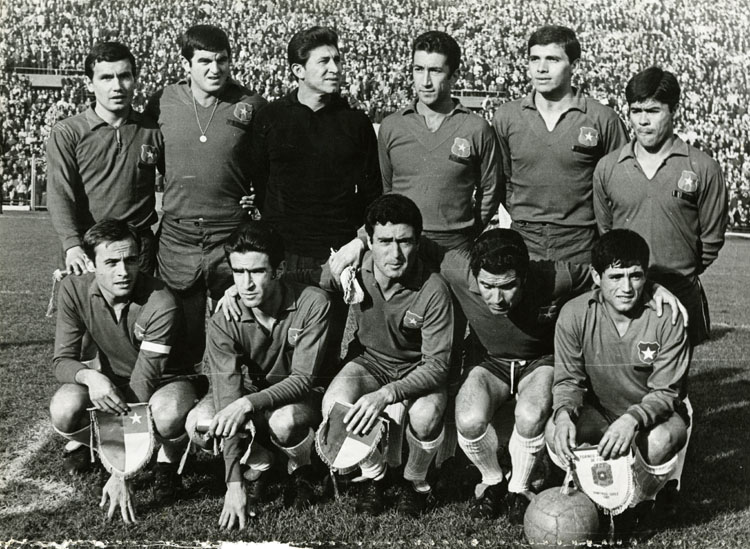
L'équipe du Chili en 1966. Debout : Valentini, Marcos, Godoy, Villanueva, Figueroa, Cruz. Accroupis : Fouilloux, Prieto, Tobar, Ramírez, Araya.

Quelques mois après le mondial, la Roja organise une Coupe Dittborn, en mémoire du dirigeant chilien, qu'elle se dispute avec l'Argentine. Cette coupe est régulièrement remise en jeu jusqu'en 1976. En août 1965, le Chili entame les éliminatoires de la Coupe du monde en Angleterre face à la Colombie qu'il écrase 7–2 à Santiago. Six jours plus tard, les Cafeteros prennent leur revanche à Barranquilla (0–2). Après un match nul en Équateur puis une victoire à domicile sur les coéquipiers d'Alberto Spencer, Équatoriens et Chiliens comptent le même nombre de points, un match d'appui est donc nécessaire pour les départager. Quelques jours avant ce match décisif, le sélectionneur chilien Francisco Hormazábal (es) démissionne et Luis Álamos le remplace au pied levé. Le 12 octobre à Lima, le Chili s'impose 2–1 grâce à des buts de Leonel Sánchez et de Rubén Marcos et se qualifie pour sa quatrième phase finale de Coupe du monde.
En Angleterre, la Roja joue sa première Coupe du monde en Europe et endosse le statut d'outsider après ses excellentes performances de 1962. Une fois engagé dans le tournoi, le Chili fait piètre figure au sein du groupe 4. Il ramène un seul point, obtenu contre la surprise de cette édition, la Corée du Nord (1–1) et s'incline contre l'Italie (0–2) puis contre l'Union soviétique (1–2) et termine dernier du groupe. L'unique et double buteur chilien de ce mondial est le milieu offensif Rubén Marcos.
La Roja enchaîne sur le Championnat sud-américain 1967, après s'être défaite de la Colombie au tour préliminaire. À Montevideo, le Chili est le seul à accrocher l'Uruguay sur ses terres (2–2), mais battu par l'Argentine (0–2) et contraint au partage des points par la Bolivie (0–0), il se classe à une modeste troisième place. Après une série de matchs amicaux, le Chili prend part aux éliminatoires de la Coupe du monde 1970 au sein du groupe 3 de la zone Amérique du Sud qui comprend également l'Uruguay et l'Équateur. Après un parcours chaotique, la Roja a l'occasion d'arracher son billet pour le Mexique au dernier match en affrontant le leader uruguayen dans son antre du Centenario. Le 10 août 1969, deux buts uruguayens marqués à chaque fin de mi-temps écartent le Chili du mondial mexicain. Privé de compétition majeure, le Chili participe à la Coupe de l'Indépendance du Brésil en 1972 et enchaîne les matchs amicaux.

### La qualification épique pour le mondial allemand de 1974
L'équipe chilienne, dirigée par l'entraîneur Luis Álamos, fait partie du groupe 3 de la zone CONMEBOL des éliminatoires de la Coupe du monde 1974 avec le Pérou et le Venezuela. Ce dernier déclare forfait et le groupe se limite à un duel. Après une défaite 0–2 à Lima et une victoire sur le même score à Santiago, les deux équipes terminent le groupe à égalité parfaite et doivent donc se rencontrer une troisième fois en match d'appui sur terrain neutre. Le 5 août 1973 à Montevideo, les Chiliens réussissent à vaincre 2–1 l'une des meilleures équipes de l'histoire du Pérou, se qualifiant pour le premier barrage intercontinental entre l'UEFA et la CONMEBOL de l'histoire des qualifications pour la Coupe du monde, en matchs aller-retour contre l'Union soviétique.

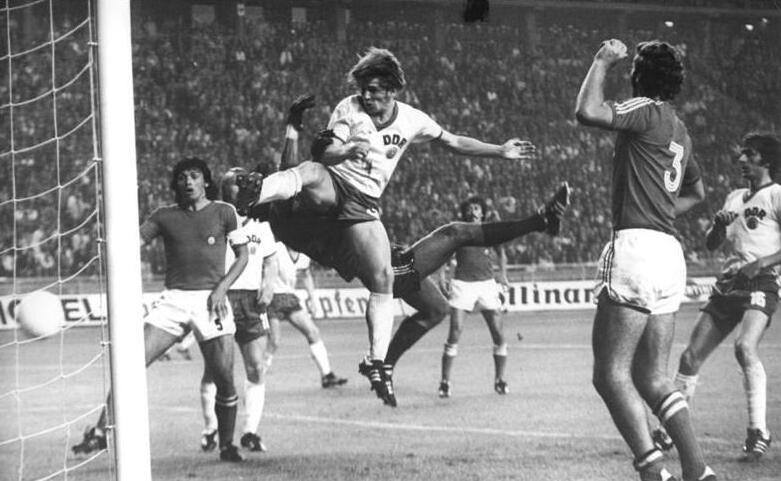
L'Est-Allemand Martin Hoffmann devance Leopoldo Vallejos pour ouvrir le score.

Le premier match est joué à Moscou le 26 septembre 1973 et se termine sans but après une bonne performance des défenseurs centraux chiliens Alberto Quintano et Elías Figueroa. L'Union soviétique exprime ensuite son refus de jouer le match retour à l'Estadio Nacional de Santiago pour des raisons politiques après le coup d'État du 11 septembre 1973 et du fait de l'exécution de certains prisonniers de gauche dans le stade. La fédération soviétique demande alors que le match soit joué sur terrain neutre. La FIFA rejette la requête et maintient l'organisation du match à l'endroit et à la date prévus. Le 21 novembre 1973 et devant quelques milliers de supporters perplexes, alors que l'URSS maintient le suspense de son arrivée jusqu'à la fin, les Chiliens entament le match contre un adversaire inexistant. Ils avancent timidement mais sans entrave vers le but soviétique, se passant le ballon à neuf reprises, jusqu'à ce que leur capitaine Francisco Valdés pousse le ballon dans les cages vides. La FIFA donne la victoire sur tapis vert au Chili, qui est donc qualifié, sur le score de 2-0 et disqualifie l'URSS pour ne pas s'être présentée au match. Carlos Caszely, le buteur vedette de l’équipe chilienne, refusa de serrer la main du dictateur Pinochet lorsque celui-ci reçut les membres de l'équipe. En représailles, des agents du régime séquestrèrent et torturèrent sa mère.
En Allemagne, le Chili repart avec deux matchs nuls contre l'Allemagne de l'Est (1–1) et l'Australie (0–0) et une courte défaite contre l'Allemagne de l'Ouest (0–1) et termine troisième du groupe. Au cours du match contre la RFA, l'attaquant chilien Carlos Caszely devient le premier joueur à recevoir un carton rouge en Coupe du monde. L'unique but chilien, contre la RDA, vient d'un mouvement initié par Elías Figueroa, prolongé par Carlos Reinoso qui remet rapidement la balle à l'avant-centre Sergio Ahumada qui trompe Jürgen Croy. Comme lot de consolation, le défenseur chilien Elías Figueroa est présenté par Franz Beckenbauer et de nombreux médias comme le meilleur défenseur du tournoi.

### Une transition délicate (1975–1980)
Tombés dans le groupe de Péruviens revanchards à la Copa América 1975, les Chiliens sont sortis dès le premier tour tandis que la Blanquirroja remporte son deuxième titre continental. Rebelote lors des éliminatoires de la Coupe du monde en Argentine où la Roja est opposée au Pérou et à l'Équateur. Deux victoires contre ce dernier ne suffisent pas après la défaite 0–2 à Lima, les Chiliens se classent deuxièmes à un point des Péruviens et sont éliminés.
À la Copa América 1979, le Chili signe au premier tour la plus large victoire de son histoire en écrasant le Venezuela sur le score de 7 buts à 0. Cet écart important est décisif pour passer au deuxième tour à la différence de buts aux dépens des Colombiens. En demi-finale, le Chili prend sa revanche de l'édition précédente en écartant les tenants du titre péruviens, 2–1 sur l'ensemble des deux matchs, deux buts marqués par Carlos Caszely. En finale, les Chiliens sont opposés aux Paraguayens de Romerito qui réussit un doublé lors du match aller à Asuncion pour une victoire aisée de l'Albirroja (0–3). Le match retour à Santiago, terminé à dix joueurs des deux côtés, est remporté par le Chili un but à zéro. Un match d'appui est joué à Buenos Aires le 11 décembre et voit les deux équipes se neutraliser pendant le temps réglementaire et la prolongation. Le Paraguay est finalement désigné vainqueur au nombre de buts marqués sur l'ensemble des trois matchs.

### Les années sombres (années 1980–1990)

#### Le naufrage chilien en Espagne (1982)
En 1981, la Roja sort brillamment des éliminatoires du Mundial espagnol en disposant notamment à deux reprises du Paraguay et en n'encaissant aucun but. La qualification en poche, la Roja enchaîne les matchs amicaux et dispose de l'Irlande (1–0) pour son dernier match de préparation.
En excès de confiance, la préparation physique concoctée par le sélectionneur Luis Santibáñez laisse à désirer. Beaucoup de joueurs arrivent au mondial à bout de course, voire en surpoids. En outre, le capitaine Elías Figueroa joue tout le tournoi blessé au pied. En Espagne, le Chili est membre du groupe 2, avec les sélections d'Algérie, d'Autriche et d'Allemagne de l'Ouest. Le 17 juin 1982 au stade Carlos-Tartiere, le Chili entame la compétition contre l'Autriche. À la 26e minute de jeu et mené 0–1 sur un but de la tête de Walter Schachner, Carlos Caszely est fauché dans la surface de réparation autrichienne, l'arbitre uruguayen Juan Daniel Cardellino désigne le point de penalty. Gustavo Moscoso, le tireur habituel des penalties, donne finalement cette responsabilité à Caszely sur l'insistance de ce dernier. Devant environ 22 500 spectateurs, Caszely ne cadre pas sa frappe. Les Chiliens sont ensuite battus 1–4 à Gijón par l'Allemagne de l'Ouest, Gustavo Moscoso marquant un but pour l'honneur en fin de match. Enfin, contre l'Algérie, le Chili est submergé en début de match et mené 0–3 à la mi-temps, mais il réussit à réduire l'écart en seconde période avec des buts de Neira et Letelier.

#### L'échec aux éliminatoires de la Coupe du monde de 1986
Le Chili se fait éliminer au premier tour de la Copa América 1983 en se classant deuxième à un point de l'Uruguay en ayant concédé un point au Venezuela lors du dernier match (0–0). Le même cas de figure se répète au cours des éliminatoires de la Coupe du monde 1986 où une défaite 1–2 à Montevideo à la dernière journée qualifie les Uruguayens et condamne les Chiliens à passer par les repêchages. En barrages, la Roja se débarrasse du Pérou (5–2 sur les deux matchs) avant de sombrer face au Paraguay sur le même score cumulé.

#### L'éphémère éclaircie en Copa América
À la Copa América 1987, le Chili hérite d'un épouvantail dans son groupe, le Brésil. Après avoir chacune facilement battu le Venezuela, les deux équipes s'affrontent pour une place au second tour. Le Chili ouvre la marque peu avant la mi-temps par Ivo Basay. Juan Carlos Letelier ajoute un deuxième but au retour des vestiaires. Le Brésilien Nelsinho est expulsé à l'heure de jeu et dans la foulée les buteurs chiliens s'offrent tous deux un doublé. Le Chili signe la plus large victoire sur le Brésil de son histoire (4–0) et l'élimine de la compétition. En demi-finale, le Chili est opposé à la Colombie qui dispose de l'une des meilleures équipes de son histoire avec des joueurs tels que Carlos Valderrama, Arnoldo Iguarán ou encore René Higuita. Le score est nul et vierge à la fin du temps réglementaire. Le milieu de terrain colombien Bernardo Redín ouvre la marque sur penalty juste avant la mi-temps de la prolongation. Au changement de camp, la Roja inscrit deux buts coup sur coup par l'intermédiaire de Fernando Astengo et de Jaime Vera, se qualifiant pour la finale. Dans un match tendu où deux joueurs sont expulsés de chaque côté, l'Uruguay s'impose sur le plus petit des scores grâce à un but de Pablo Bengoechea.
Après une série de matchs amicaux exotiques, la Roja participe à la Copa América 1989 où en perdant ses deux premiers matchs contre l'Argentine (0–1) puis l'Uruguay (0–3), évoluant une grande partie de ce dernier match à dix joueurs, elle compromet ses chances de qualification pour le tour final. Finalement, après deux victoires de la Roja sur la Bolivie (5–0) et l'Équateur (2–1), ce n'est qu'à la différence de buts que la Celeste la devance au classement.

#### L'incident au Maracanã et les sanctions
En 1989, au sortir de la Copa América, la Roja entame les éliminatoires de la Coupe du monde 1990 au sein d'un groupe comportant le Brésil et le Venezuela. Après deux victoires aisées sur la Vinotinto et un match nul 1–1 contre les Auriverde, Brésiliens et Chiliens se retrouvent le 3 septembre au stade Maracanã de Rio de Janeiro pour le match décisif, le Chili devant impérativement s'imposer sur le terrain de son adversaire pour se qualifier. L'ouverture du score par Careca enterre les derniers espoirs des Chiliens. Autour des 67 minutes de jeu, le gardien chilien Roberto Rojas tombe de façon spectaculaire dans son camp avec une blessure apparente à son front, en faisant semblant d'être blessé par une fusée lancée depuis les tribunes de supporteurs brésiliens. Immédiatement, les joueurs chiliens, dirigés par le capitaine Fernando Astengo, décident de quitter le terrain invoquant un climat d'insécurité ne leur permettant pas de continuer le match. L'arbitre argentin Juan Carlos Loustau ne parvient pas à les convaincre de continuer à jouer, la partie est définitivement arrêtée. Après l''examen de séquences vidéo du match montrant que le feu d'artifice n'a pas touché Rojas, la FIFA donne match gagné 0–2 au Brésil. ce dernier est qualifié, le Chili est éliminé. Rojas avait caché un scalpel dans son gant et s'était entaillé l'arcade à l'aide de cet objet dans le but de gagner la rencontre sur tapis vert. La FIFA prononce des sanctions. Le Chili est ainsi suspendu et interdit de disputer éliminatoires de la Coupe du monde 1994, tandis que Rojas est banni à vie (l'amnistie lui sera cependant accordée en 2001).

#### La période de bannissement (1990–1996)
Privée de compétition mondiale, la Roja se focalise sur la Copa América. En 1991, elle se qualifie pour le second tour aux dépens du Paraguay qu'elle écrase 4–0. Au tour final, elle tient en échec la Colombie (1–1) puis l'Argentine alors qu'elle joue à dix tout une mi-temps (0–0) mais une défaite au dernier match contre le Brésil (0–2) la classe troisième du tournoi. En 1993, elle est éliminée au premier tour malgré une victoire de prestige sur le Brésil (3–2), José Luis Sierra ratant le penalty du match nul et de la qualification pour les quarts de finale contre le Pérou (0–1). En 1995, le Chili est défait par les États-Unis (1–2) puis l'Argentine (0–4) avant de se relancer contre la Bolivie en menant de deux buts à l'heure de jeu après un doublé d'Ivo Basay. Las, les Boliviens reviennent au score en fin de match (2–2) et se qualifient pour les quarts de finale aux dépens des Chiliens.

#### Le retour aux affaires internationales avec la Coupe du monde de 1998
Pour la première fois dans l'histoire des éliminatoires du mondial, une poule unique décide des équipes qualifiées de la zone Amérique du Sud. Le Brésil étant qualifié d'office en tant que tenant du titre, les neuf autres membres de la confédération se rencontrent en matchs aller-retour sur la forme d'un championnat, une équipe étant exempte à chaque journée. Incapable de battre le Venezuela pour son premier match (1–1), le sélectionneur Xabier Azkargorta est démis de ses fonctions et remplacé par Nelson Acosta. Après des débuts difficiles avec notamment une défaite 1–4 en Colombie, le Chili ne pointe qu'à la septième place à la fin de la phase aller. Il se comporte mieux lors des matchs retour et en battant le Pérou 4–0 à la pénultième journée, il subtilise à son adversaire et à la différence de buts la quatrième et dernière place qualificative pour la France.
En phase finale, le Chili tombe dans un groupe homogène avec l'Italie, le Cameroun et l'Autriche. Lors de ce premier tour, il partage les points avec l'Italie à Bordeaux (2–2), Marcelo Salas marquant deux buts en réponse à l'ouverture du score de Christian Vieri, avant que Roberto Baggio n'égalise sur penalty. Le Chili fait ensuite deux autres matchs nuls sur le score d'un but partout. Le premier contre l'Autriche à Saint-Étienne, Salas ouvrant le score, après une tête d'Iván Zamorano, sur un but litigieux marqué de près, mais l'Autriche, comme lors de son premier match contre le Cameroun, égalise à la dernière minute de jeu, Ivica Vastić logeant le ballon dans la lucarne après un exploit personnel. Cinq jours plus tard, contre le Cameroun à Nantes, un coup franc de José Luis Sierra donne l'avantage au Chili, mais les « Lions indomptables » répondent par la tête de Patrick Mboma. L'Italie est la seule équipe victorieuse dans le groupe, elle se qualifie donc pour les huitièmes de finale et est accompagnée par le Chili qui ne devance Autrichiens et Camerounais que d'un point. En huitième de finale, la Roja joue contre son rival brésilien au Parc des Princes de Paris. César Sampaio marque à deux reprises dans la première demi-heure de jeu, un penalty provoqué et transformé par Ronaldo porte la marque à 0–3 avant la mi-temps. Le Chili ne baisse pas les armes, et Salas inscrit son quatrième but dans le tournoi, de la tête après que Cláudio Taffarel repousse une première tête de Zamorano. Salas égale ainsi le record de buts pour un joueur chilien en Coupe du monde détenu par Leonel Sánchez et Guillermo Subiabre. Ronaldo marque à nouveau rapidement pour le Brésil et frappe deux fois sur les montants en deuxième mi-temps (1–4).

### Les rendez-vous manqués (années 2000)
Un an après le mondial français, le Chili prend part à la Copa América au Paraguay. Dans un groupe comptant le Brésil et le Mexique, la Roja termine meilleur troisième grâce à une victoire 3–0 sur le Venezuela. En quart de finale, elle écarte la Colombie 3–2 après avoir été mené au score. En demi-finale, elle tient tête à une surprenante équipe d'Uruguay rajeunie (1–1) avant de perdre aux tirs au but. Elle se classe finalement quatrième en perdant le dernier match contre le Mexique (1–2).
L'équipe du Chili olympique remporte la médaille de bronze aux Jeux olympiques 2000 à Sydney. L'équipe entraînée par Nelson Acosta réussit à terminer première de son groupe avec deux victoires contre l'Espagne (3–1, doublé de Reinaldo Navia et but de Rafael Olarra) puis le Maroc (4–1, triplé de Zamorano et but de Reinaldo Navia) mais perd contre la Corée du Sud (0–1). En quart de finale, le Chili bat 4–1 le tenant du titre, le Nigeria grâce à des buts de Pablo Contreras, de Reinaldo Navia, d'Iván Zamorano et de Rodrigo Tello. En demi-finale, il s'incline contre le futur vainqueur, le Cameroun sur le score de 1–2. L'équipe chilienne prend la médaille de bronze grâce au doublé de Zamorano contre les États-Unis. Iván Zamorano termine meilleur buteur de la compétition avec six buts.

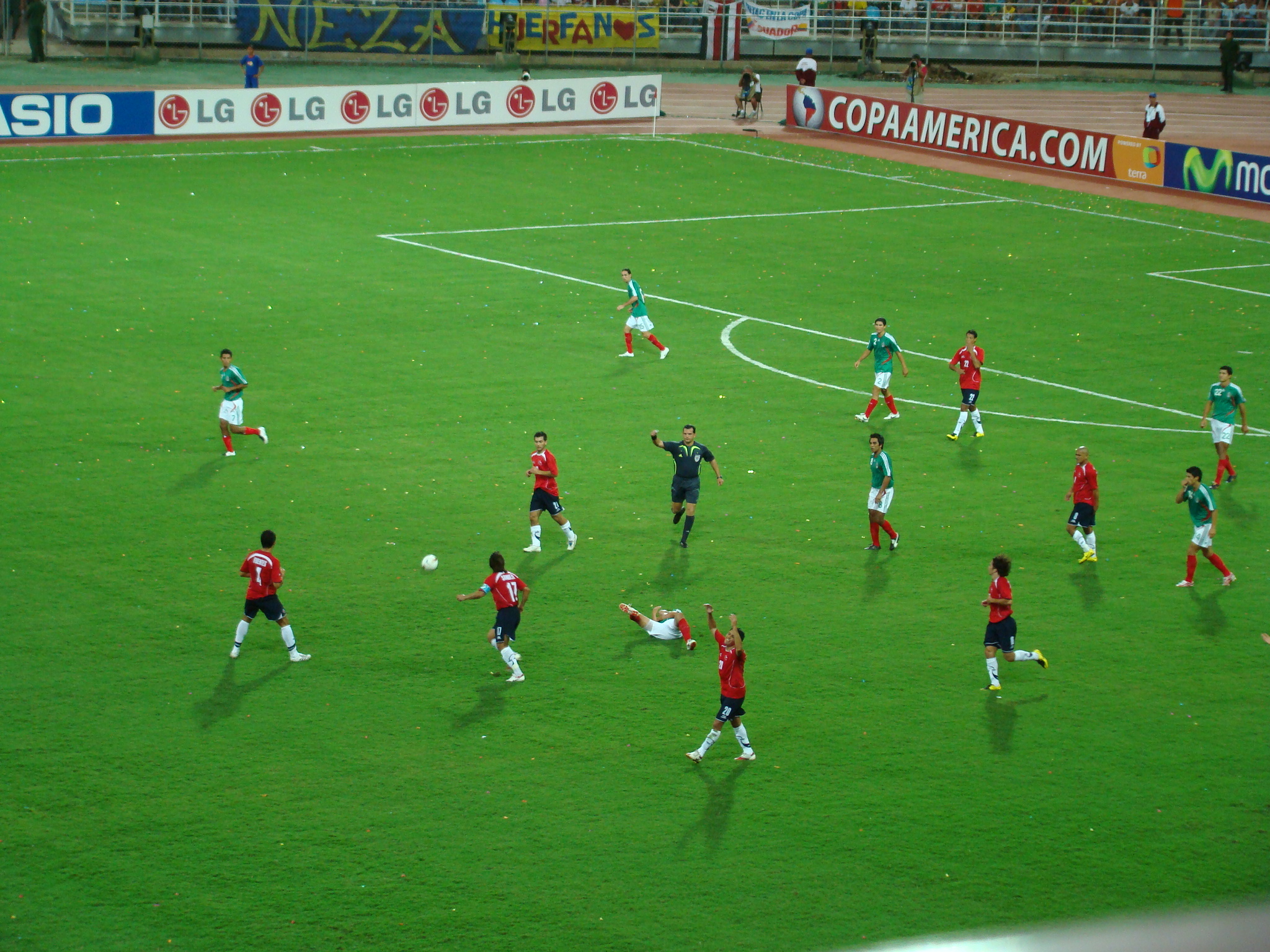
Mexique–Chili à la Copa América 2007.

Malgré une sévère défaite en Argentine (1–4) en ouverture des éliminatoires de la Coupe du monde 2002, le Chili se reprend ensuite avec notamment deux succès de rang, tout d'abord au Venezuela (2–0) puis une correction infligée au Brésil à Santiago (3–0). Cette belle victoire sera sa dernière des éliminatoires, la Roja enchaînant avec une série de six défaites consécutives, avec en point d'orgue une défaite devant le Venezuela (0–2), unique victoire à l'extérieur de la Vinotinto. Cette dernière la dépasse au classement et la Roja finit dixième et dernière du groupe. Lors de la Copa América 2001 qui se déroule au milieu des éliminatoires du mondial asiatique, la sélection se classe deuxième de son groupe derrière le futur vainqueur colombien avant d'ête battue en quart de finale par le Mexique (0–2).
Les éliminatoires de la Coupe du monde 2006 débutent mieux que les précédents pour les Chiliens qui ramènent un point de leur déplacement à Buenos Aires (2–2). Mais, trop inconstants à domicile et après cinq revers à l'extérieur, le Chili se classe septième, à trois points de l'Uruguay qualifié pour les barrages. Même format que l'édition précédente pour la Copa América 2004 qui vient scinder les éliminatoires en deux, où le Chili est éliminé au premier tour après deux défaites dans les arrêts de jeu contre le Brésil (0–1) puis le Costa Rica (1–2) et un match nul avec le Paraguay (1–1).
À la Copa América 2007, le Chili passe le premier tour en tant que meilleur troisième grâce à une difficile victoire obtenue sur l'Équateur (3–2) et un match nul et vierge contre le Mexique. En quart de finale, il joue à nouveau contre le Brésil, issu du même groupe et qui l'avait battu (0–3) lors de la deuxième journée et s'incline encore mais plus lourdement (1–6) malgré le but de Humberto Suazo.

### Ère de succès sans précédent (2007-2017)

#### Les fondations solides de Marcelo Bielsa (2007-2010)
Le sélectionneur argentin Marcelo Bielsa, surnommé El Loco en français : « le Fou » en raison de son caractère, est nommé en 2007 à la tête de la sélection. Son arrivée va véritablement révolutionner l'état de la sélection chilienne. Au moment où Bielsa prend les rênes de la Roja, le football chilien est miné par conflits aussi bien au niveau de la fédération que de la sélection nationale. Il participe à la responsabilisation de la fédération chilienne et se distingue par ses compositions spéciales avec très peu de défenseurs et des intentions résolument offensives.
Les résultats de la Roja s'améliorent très rapidement. L'équipe se qualifie pour la Coupe du monde 2010 en Afrique du Sud en proposant un jeu offensif et spectaculaire et en finissant deuxième du groupe de qualification sud-américain à un point seulement du Brésil, grâce notamment à sa jeunesse - le Chili a fini troisième de la Coupe du monde des moins de 20 ans 2007 - et Humberto Suazo, meilleur buteur des éliminatoires sud-américains avec dix réalisations.
Lors du Mondial sud-africain, le Chili passe le premier tour, en remportant notamment son premier match de Coupe du monde depuis 1962. Il s'impose contre le Honduras, sur le score de (1–0) grâce à un but de Jean Beausejour, puis contre la Suisse sur le même score et termine à la seconde place de son groupe, après s'être incliné (1–2) contre l'Espagne, futur champion. Cette qualification entraîne une vague de joie dans le pays, mais également des dégradations et de nombreuses arrestations à Santiago. En huitième de finale, comme douze ans auparavant, il rencontre le Brésil, l'un des favoris de la compétition. L'aventure chilienne au mondial 2010 s'arrête à l'Ellis Park Stadium de Johannesburg où l'équipe est défaite 0–3. Cependant, les hommes de Bielsa repartent avec les honneurs, en ayant séduit la planète football, et sont accueillis comme des héros dans leur pays. Le succès de ce Mondial lance la carrière de nombreux Chiliens dans des clubs étrangers tandis que Marcelo Bielsa laisse la sélection avec des fondations solides.

#### L'heure de la confirmation brésilienne (2010-2014)
À la suite du départ de Marcelo Bielsa, la fédération chilienne de football nomme en février 2011 son successeur qui est un autre Argentin, Claudio Borghi. C'est sa première expérience internationale avec une équipe A. Son contrat court jusqu'à la fin des éliminatoires pour la Coupe du monde 2014 avec une prolongation automatique de ce contrat en cas de qualification. Le 7 octobre 2011, le Chili commence les qualifications pour la Coupe du monde 2014, mais six défaites consécutives à la fin de l'année 2012 (trois défaites en matchs de qualification et trois en matchs amicaux) coûtent à Borghi sa place de sélectionneur. Il est licencié en novembre 2012 avec un bilan de 11 victoires pour 11 défaites et 5 nuls, 40 buts marqués et 40 encaissés. La fédération chilienne nomme en décembre 2012 encore un Argentin, Jorge Sampaoli qui n'avait encore jamais entraîné de sélection nationale, pour diriger le Chili. Sous sa houlette, la Roja renoue avec le jeu basé sur un haut pressing et sur la vivacité des attaquants et les résultats suivent. Sampaoli remporte trois de ses quatre premiers matchs de qualification. Malgré six défaites, le Chili termine troisième après un match nul très spectaculaire sur la pelouse de la Colombie (3-3) et une dernière victoire sur l'Équateur (2–1), totalisant 28 points.
Au premier tour de la Coupe du monde, le Chili fait partie du groupe B avec l'Espagne, les Pays-Bas et l'Australie. Le Chili entame la phase finale contre l'Australie le 14 juin et gagne sur le score de (3–1). Le 18 juin, il crée la surprise en s'imposant face au champion du monde sortant, l'Espagne, sur le score de (2–0). Après seulement deux journées, cet exploit qualifie l'équipe chilienne pour la suite de la compétition en compagnie des Pays-Bas, qu'elle doit encore rencontrer. Les Oranjes s'imposent contre une Roja remaniée qui se contente donc de la deuxième place du groupe. Comme quatre ans auparavant, le Chili retrouve le Brésil en 8e de finale, pays organisateur et bête noire historique du pays longiligne. Au bout d'une partie haletante, les deux équipes se neutralisent un but partout, la prolongation n'ayant pas permis de trouver un vainqueur et ce, malgré une magnifique frappe chilienne sur la barre transversale au bout du temps supplémentaire (120e minute). La séance de tirs au but ne manque pas de rebondissements et sur l'ultime frappe chilienne qui s'écrase sur le poteau, le Brésil se qualifie pour le tour suivant. Le Chili repart au pays avec la tête haute, ayant proposé un jeu offensif et technique.

#### Le doublé historique en Copa América (2015-2016)
Organisateur de la 44e édition de la Copa América, le Chili ouvre le tournoi par une victoire 2–0 sur l'Équateur, suivi d'un match nul difficile (3–3) obtenu face au Mexique, après avoir été mené au score par deux fois. Les Chiliens assurent la première place de leur poule avec une victoire tranquille sur la Bolivie (5–0). Opposée à l'Uruguay en quarts-de-finale, la Roja arrache sa qualification avec un but marqué par Mauricio Isla à dix minutes de la fin. Ce match est marqué par l'expulsion de l'Uruguayen Cavani après un incident avec Gonzalo Jara, qui sera lui-même exclu du tournoi a posteriori, à la suite de « l'affaire du doigt ».
Le Chili affronte en demi-finale le Pérou, voisin et rival traditionnel. Après 20 minutes difficiles où les Péruviens se créent les meilleures occasions, l'arbitre expulse le défenseur Carlos Zambrano, coupable d'une faute grossière sur Charles Aránguiz. Le Chili finit par ouvrir le score grâce à Eduardo Vargas, à la 41e minute, qui double la mise avec une superbe frappe à la 64e, malgré une égalisation transitoire des Péruviens, quatre minutes auparavant. De son côté, l'Argentine atomise le Paraguay 6–1 et retrouve la Roja en finale. Le 4 juillet 2015, Chiliens et Argentins s'affrontent dans un duel serré où aucune des deux équipes ne prend le dessus. Après 120 minutes sans but, la séance des tirs au but finit par sourire au Chili qui s'impose 4 tirs à 1 et obtient son premier titre continental, 99 ans après la création de l'épreuve.
Un an plus tard, la Copa América Centenario, édition spéciale de la Copa América, est organisée aux États-Unis en 2016 pour commémorer les cent ans du tournoi. Le Chili réussit à atteindre à nouveau la finale en balayant notamment le Mexique 7–0 en quart de finale, puis en se débarrassant plus difficilement de la Colombie en demi-finale (2–0). Il retrouve l'Argentine en finale, comme en 2015, avec le même résultat à la clef puisque la Roja remporte une nouvelle fois la séance de tirs au but (4 à 2) à l'issue d'un match soldé sur un score nul et vierge après prolongation.
Qualifiés à la Coupe des confédérations 2017 en tant que champions d'Amérique du Sud, les Chiliens se hissent en finale laissant derrière eux le Portugal en demi-finale, après une séance de tirs au but qui voit le gardien Claudio Bravo s'ériger en héros en stoppant trois tentatives portugaises (0–0 a.p. 3 tab 0). L'issue est moins heureuse en finale puisque l'Allemagne finit par s'imposer par la plus petite des marges à la suite d'une erreur du milieu de terrain Marcelo Díaz qui provoque le seul but du match (Lars Stindl, 20e min).
Le Chili ne parvient toutefois pas à se qualifier pour une troisième phase finale de Coupe du monde d'affilée. Il termine à la sixième place de la poule sud-américaine des qualifications de la Coupe du monde 2018, seulement devancé par le Pérou, qui accroche la cinquième place qualificative pour les barrages intercontinentaux, à la faveur d'une meilleure différence de buts (+1 contre -1). L'élimination de l'équipe double championne d'Amérique du Sud 2015 et 2016 marque un véritable coup d'arrêt pour cette génération dorée emmenée par Alexis Sánchez et consorts.
Alors que le Chili connait des manifestations massives contre le gouvernement et le système économique, les joueurs annoncent en novembre 2019, par solidarité avec la mobilisation, leur refus de disputer le match qui devait l'opposer au Pérou : « En tant qu’équipe, nous avons décidé de ne pas jouer le match amical convenu avec le Pérou, compte tenu du climat social que traverse notre pays [...] Nous sommes des joueurs de football, mais nous sommes avant tout des personnes et des citoyens. Nous savons que nous représentons tout un pays et aujourd’hui, le Chili a d’autres priorités que le match de mardi prochain. Il y a un enjeu plus important qui est celui de l’égalité, de changer beaucoup de choses pour que tous les Chiliens vivent dans un pays plus juste. »

## Personnalités historiques de l'équipe du Chili

### Joueurs emblématiques
| Rang | Joueur           | Sélections | Première sélection           | Dernière sélection          | Durée             | Palmarès                  |
| ---- | ---------------- | ---------- | ---------------------------- | --------------------------- | ----------------- | ------------------------- |
| 1    | Alexis Sánchez   | 166        | 27 avril 2006 (à 17 ans)     | -                           | en cours          | CA 2015 - 2016 / CDC 2017 |
| 2    | Gary Medel       | 161        | 18 avril 2007 (à 19 ans)     | -                           | en cours          | CA 2015 - 2016 / CDC 2017 |
| 3    | Claudio Bravo    | 150        | 11 juillet 2004 (à 21 ans)   | 26 juin 2024 (à 41 ans)     | 19 ans et 11 mois | CA 2015 - 2016 / CDC 2017 |
| 4    | Arturo Vidal     | 145        | 7 février 2007 (à 19 ans)    | -                           | en cours          | CA 2015 - 2016 / CDC 2017 |
| 5    | Mauricio Isla    | 144        | 6 septembre 2007 (à 19 ans)  | -                           | en cours          | CA 2015 - 2016 / CDC 2017 |
| 6    | Eduardo Vargas   | 119        | 4 novembre 2009 (à 19 ans)   | -                           | en cours          | CA 2015 - 2016 / CDC 2017 |
| 7    | Gonzalo Jara     | 115        | 25 avril 2006 (à 20 ans)     | 6 juillet 2019 (à 33 ans)   | 13 ans et 3 mois  | CA 2015 - 2016 / CDC 2017 |
| 8    | Jean Beausejour  | 109        | 19 février 2004 (à 19 ans)   | 17 novembre 2020 (à 36 ans) | 16 ans et 9 mois  | CA 2015 - 2016 / CDC 2017 |
| 9    | Charles Aránguiz | 102        | 4 novembre 2009 (à 20 ans)   | -                           | en cours          | CA 2015 - 2016 / CDC 2017 |
| 10   | Leonel Sánchez   | 84         | 19 septembre 1955 (à 19 ans) | 21 aout 1968 (à 32 ans)     | 12 ans et 11 mois | CDM 1962 / CA 1956        |

| Rang | Joueur               | Période   | Buts |
| ---- | -------------------- | --------- | ---- |
| 1    | Alexis Sánchez       | 2006-     | 51   |
| 2    | Eduardo Vargas       | 2009-     | 45   |
| 3    | Marcelo Salas        | 1994-2007 | 37   |
| 4    | Iván Zamorano        | 1987-2001 | 34   |
| 4    | Arturo Vidal         | 2007-     | 34   |
| 6    | Carlos Caszely       | 1969-1985 | 29   |
| 7    | Leonel Sánchez       | 1955-1968 | 23   |
| 8    | Jorge Aravena        | 1983-1990 | 22   |
| 9    | Humberto Suazo       | 2004-2013 | 21   |
| 10   | Juan Carlos Letelier | 1979-1989 | 18   |

#### La génération du mondial 1930
Les premières vedettes de l'équipe nationale chilienne offrent à la Roja les premières victoires de son histoire au cours du Championnat sud-américain de 1926. Le vigoureux défenseur Ulises Poirier, surnommé el Gringo, dispute quatorze matchs du tournoi continental entre 1919 et 1926 et prend part à deux rencontres de la Coupe du monde de 1930. Le milieu de terrain Guillermo Saavedra, dit Monumento, participe également aux Jeux olympiques de 1928 et au premier mondial, comptant neuf sélections et un but, marqué contre l'Argentine en 1926 (1–1). L'attaquant Guillermo Subiabre, surnommé el Chato, dix buts en onze sélections, prend part aux mêmes compétitions que Saavedra et est l'un des meilleurs buteurs chiliens en Coupe du monde avec quatre réalisations. Enfin le buteur David Arellano, auteur de huit buts en six matchs du Championnat sud-américain et membre fondateur du club de Colo-Colo, trouve la mort en contractant une péritonite après un choc au cours d'un match de son club en 1927.

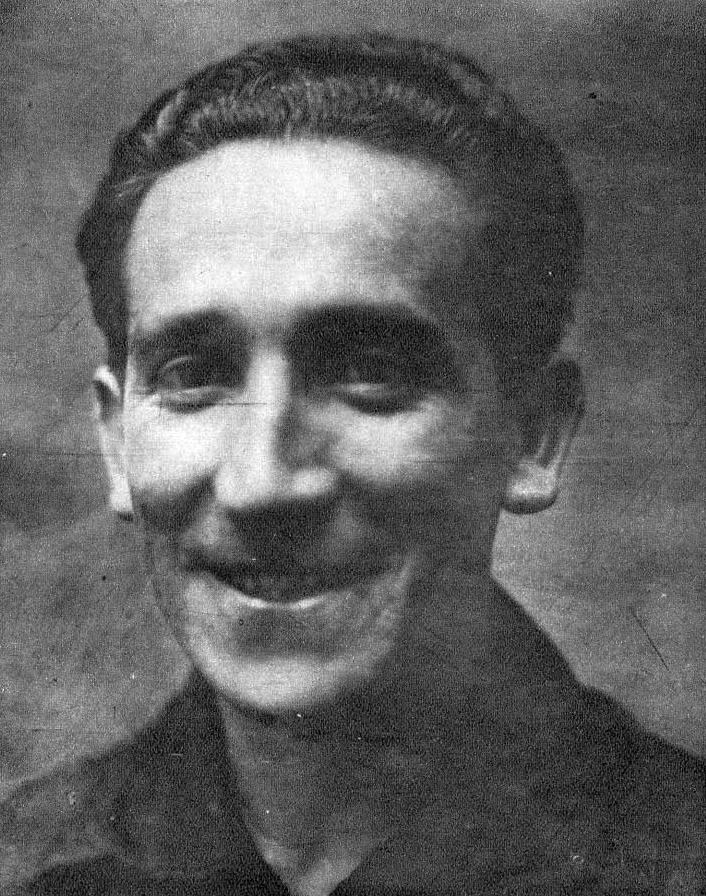
David Arellano.
Guillermo Subiabre.
Ulises Poirier.

#### Années 1930–1940
De loin le meilleur footballeur chilien de sa génération, l'attaquant Raúl Toro porte la sélection chilienne à bout de bras alors qu'elle vit une période difficile de son histoire. Assez lent sur le terrain, il magnifie le jeu lorsque le ballon touche ses pieds, qui semblent être des mains quand il dépose le ballon dans le but adverse. Raúl Toro, meilleur buteur du Championnat sud-américain de 1937, inscrit douze buts en seize sélections.
L'attaquant de Colo-Colo Alfonso Domínguez, international à treize reprises pour trois buts entre 1939 et 1942, seconde Raúl Toro dans son rôle au cours de deux éditions du Championnat sud-américain. Le gardien de but Sergio Livingstone débute en sélection pour le Championnat sud-américain de 1941 et devient le détenteur du record du nombre de matchs disputés dans le tournoi continental. Disputant également la Coupe du monde de 1950, il accumule un record pour l'époque de cinquante-deux capes jusqu'en 1954. L'ailier gauche Fernando Riera, dix-sept sélections et quatre buts de 1942 à 1950, est le premier joueur du championnat chilien à être transféré en Europe en signant après le mondial 1950 au Stade de Reims, l'obligeant de fait à arrêter sa carrière internationale.

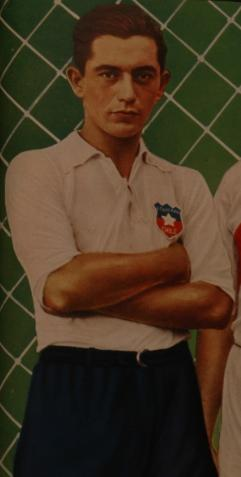
Raúl Toro.
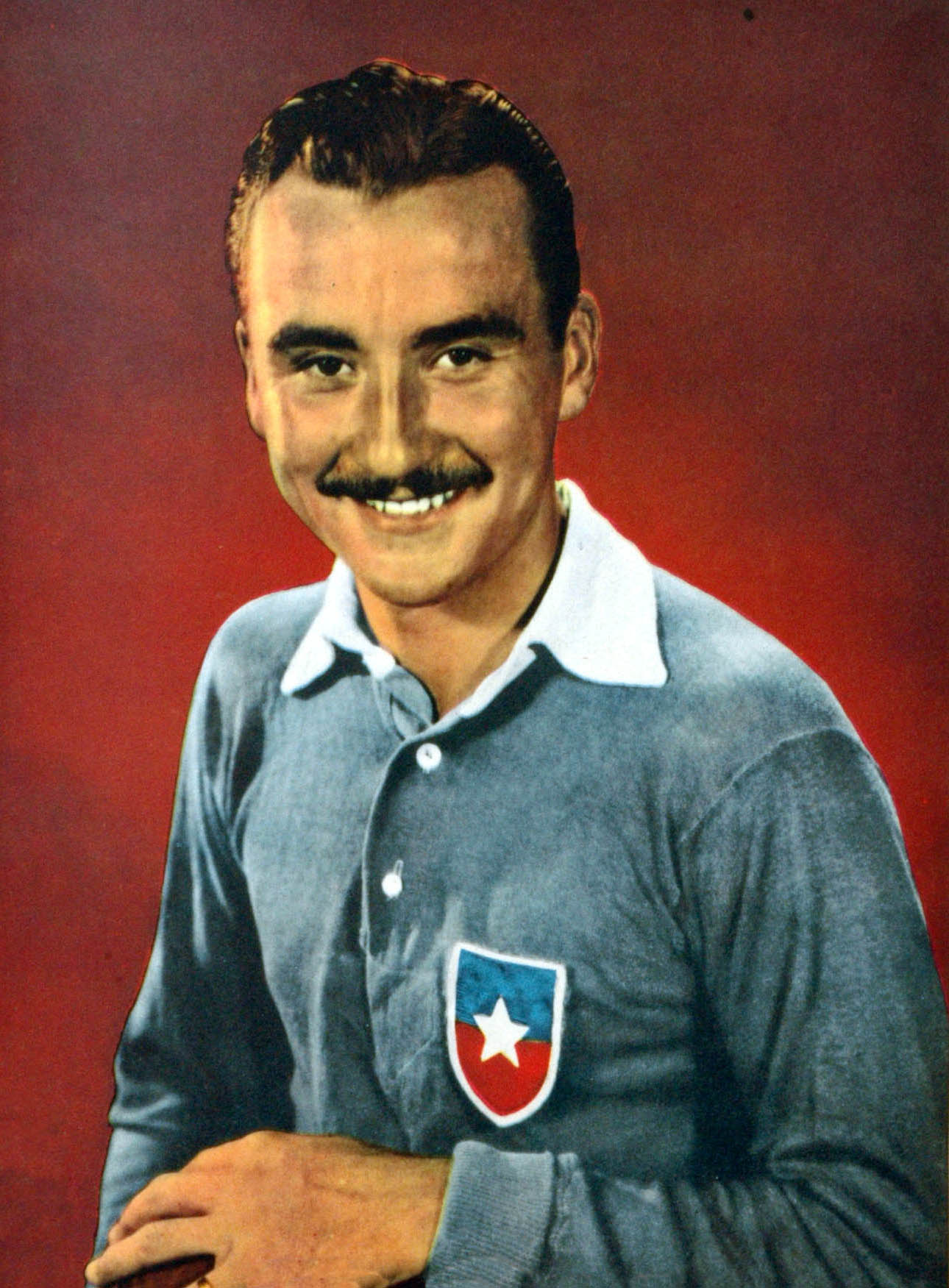
Sergio Livingstone.
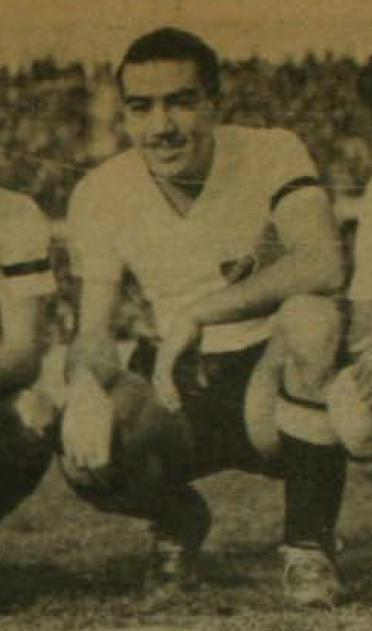
Alfonso Domínguez.

#### Années 1950
Inconnu au Chili avant le mondial 1950, Jorge Robledo, de mère anglaise et formé en Angleterre, signe un but contre les États-Unis. Évoluant à Barnsley puis Newcastle United et premier non-Britannique meilleur buteur du championnat anglais en 1952, Robledo est retenu en équipe du Chili à trente-et-une reprises et marque huit buts jusqu'en 1957. Auteur de deux buts au mondial brésilien, l'attaquant Atilio Cremaschi inscrit dix buts en vingt-neuf matchs de 1945 à 1954. Attaquant de la Roja à quarante reprises pour dix buts de 1950 à 1960 et meilleur buteur du championnat chilien en 1952, René Meléndez manque le mondial au Brésil au profit de Robledo. Quant à Enrique Hormazábal, dix-sept buts en quarante-trois sélections entre 1950 et 1963 et meilleur buteur du Championnat sud-américain de 1956, il réussit un doublé à l'occasion de la première victoire du Chili sur le Brésil au cours de cette édition (4–1). Cependant, un manque de discipline peu apprécié par le sélectionneur Fernando Riera le prive de la Coupe du monde dans son pays.

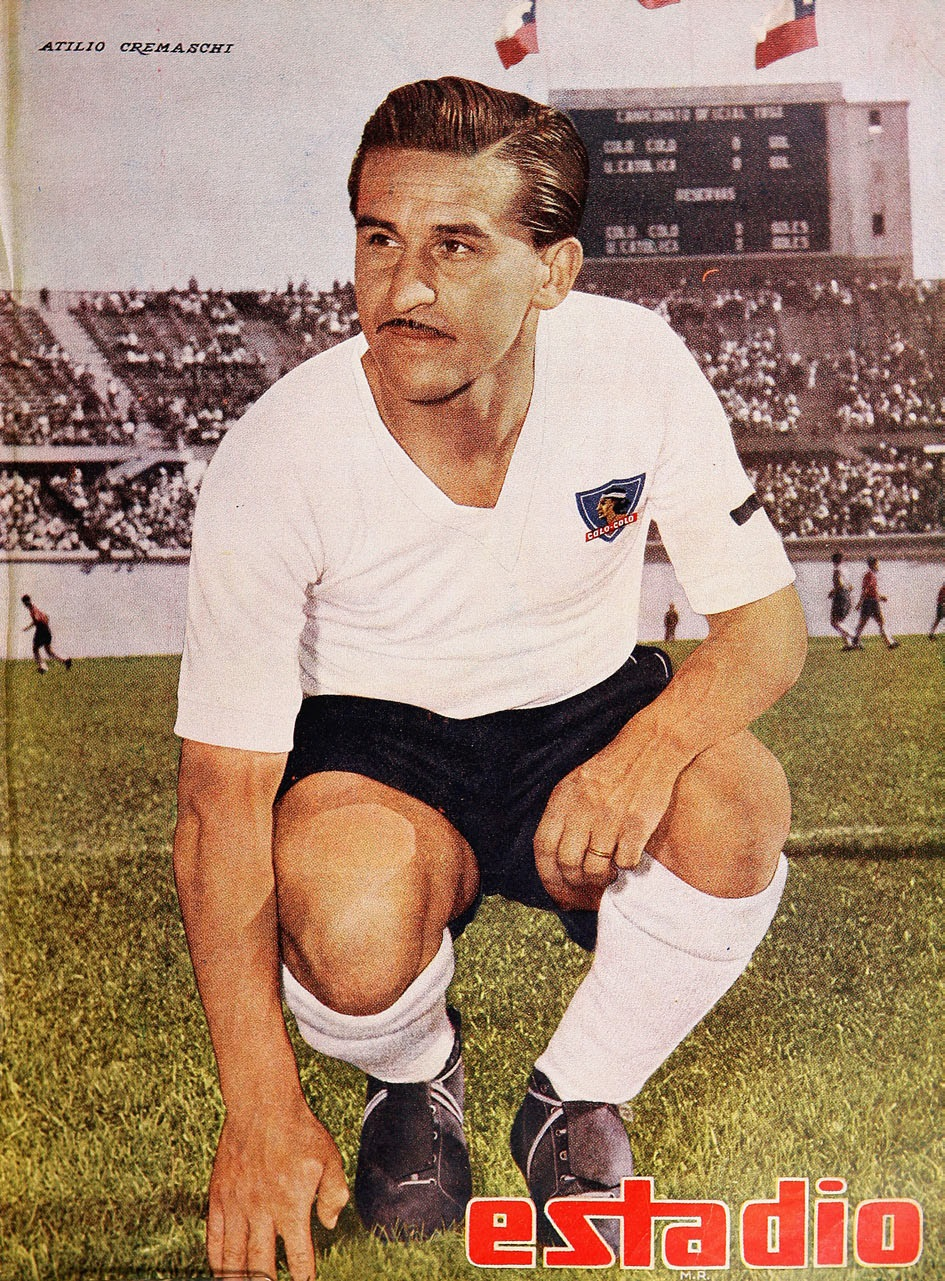
Atilio Cremaschi.
René Meléndez.

#### La génération des mondiaux 1962 et 1966
L'ailier gauche Leonel Sánchez fait ses débuts avec l'équipe nationale le 18 septembre 1955 au Maracanã, lors d'un match de la Coupe O'Higgins contre le Brésil terminé par un score nul. Avec la Roja, Sánchez joue les éliminatoires de la Coupe du monde de 1958 et de 1966. Il prend part à deux phases finales de la compétition : au Chili en 1962, où il est un des meilleurs buteurs avec quatre buts, et en Angleterre en 1966. En 1962, il marque un but sur coup franc de l'extérieur du pied au légendaire gardien soviétique Lev Yachine. Dans le même tournoi, il est l'un des principaux protagonistes de la « bataille de Santiago » jouée contre l'Italie. Il connaît un véritable combat avec le défenseur italien Mario David. En effet, alors que Sánchez protège son ballon près du poteau de corner adverse, David le frappe aux jambes à plusieurs reprises ce qui le déséquilibre et lui fait perdre le contrôle de la balle. David lui assène un nouveau coup de pied tandis qu'il est au sol. Sánchez se relève d'un bond et le frappe d'un crochet du gauche au menton. Détenteur du record d'apparitions sous le maillot de la Roja et meilleur buteur de celle-ci pendant plus de vingt ans, Leonel Sánchez fait partie des meilleurs footballeurs chiliens de l'histoire.
Auteur d'une puissante frappe qui trompe Lev Yachine en quart de finale du mondial 1962, Eladio Rojas récidive dans les mêmes conditions après un raid solitaire face à la Yougoslavie pour offrir la troisième place à son pays. Il est ainsi l'unique Chilien présent dans la liste du magazine France Football des « cent héros de la Coupe du monde » publiée en 1994. Milieu de terrain, il compte vingt-sept sélections et trois buts entre 1959 et 1968. L'intérieur gauche Alberto Fouilloux ne joue que les deux premiers matchs du mondial chilien avant qu'une blessure ne l'empêche de participer au reste de la compétition. Lors du mondial anglais, il joue à nouveau deux matchs et ne peut éviter l'élimination au premier tour. Fouilloux, avec douze buts et soixante-dix capes de 1960 à 1972, est longtemps resté le deuxième joueur le plus sélectionné en équipe du Chili, derrière Leonel Sánchez. L'ailier droit Jaime Ramírez, quarante-six matchs pour douze buts, fait ses débuts pour l'équipe chilienne le 17 septembre 1954 en Coupe du Pacifique contre le Pérou. Ses performances les plus mémorables avec la Roja sont lors de la Coupe du monde 1962 où il marque deux buts, l'un contre la Suisse et l'autre contre l'Italie. Au crépuscule de sa carrière, il est retenu dans l'équipe chilienne pour la Coupe du monde 1966. Considéré comme l'un des meilleurs milieux de terrain de l'histoire du Chili, Rubén Marcos est réputé infatigable et surnommé « Marcos les sept poumons ». Auteur du but contre l'Équateur qui qualifie le Chili pour la Coupe du monde de 1966, il récidive à deux reprises en phase finale contre la Corée du Nord puis face à l'Union soviétique. Enfin le latéral droit Luis Eyzaguirre, trente-neuf sélections entre 1959 et 1966, doté d'un grand bagage technique, est l'un des premiers défenseurs latéraux avec le Brésilien Nílton Santos à provoquer des décalages en amenant le surnombre en phase de jeu offensive.

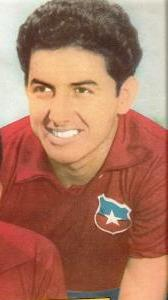
Leonel Sánchez.
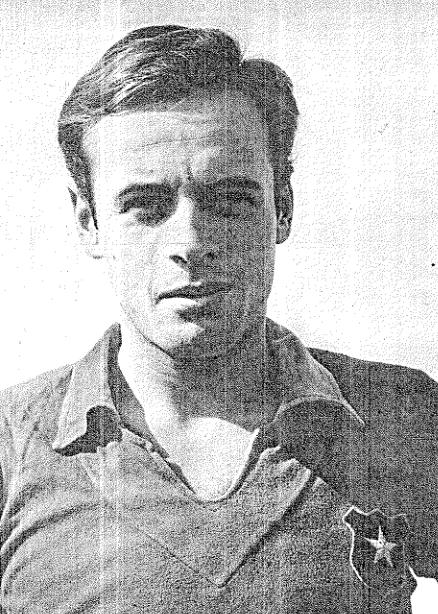
Alberto Fouilloux.
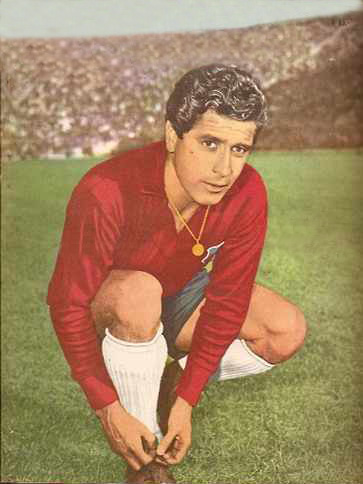
Jaime Ramírez.

#### Années 1970–1980
Le défenseur central Elías Figueroa est l'une des figures les plus importantes de l'équipe chilienne. À 19 ans, il joue son premier match avec la Roja le 23 février 1966 contre l'Union soviétique à l'Estadio Nacional. Don Elías joue un total de quarante-sept matchs, participant à la finale de la Copa América 1979 et à trois Coupes du monde : Angleterre 1966, Allemagne 1974 et Espagne 1982, particularité qu'il partage avec l'attaquant mexicain Hugo Sánchez. Bien qu'il soit l'un des plus jeunes chiliens retenus, Elías Figueroa est titulaire à la Coupe du monde en Angleterre. Décisif contre l'Union soviétique à Moscou en éliminatoires du mondial 1974, Figueroa parvient à éteindre l'étoile soviétique Oleg Blokhine,. En phase finale en Allemagne, Elías Figueroa éblouit le monde de sa classe et est reconnu comme le meilleur défenseur de la coupe du monde en 1974, formant le duo central de l'équipe-type avec Franz Beckenbauer. À la Copa América 1979 au Chili, Figueroa ne peut prendre part au premier match contre le Paraguay (0–3), ayant été expulsé en demi-finale pour la première et seule fois de sa carrière professionnelle. À la Coupe du monde 1982 en Espagne, Elías Figueroa est le joueur le plus ancien et arrive avec une blessure aux muscles ischio-jambiers et une foulure à un orteil.
International de 1969 à 1985, l'attaquant Carlos Caszely participe aux mondiaux 1974 et 1982 et dépasse le record du nombre de buts de Leonel Sánchez en inscrivant vingt-neuf buts en quarante-neuf matchs avec la Roja. Jorge Aravena est le milieu de terrain de la Roja le plus prolifique avec vingt-deux buts en trente-six sélections de 1983 à 1989. Formant avec Elías Figueroa la meilleure charnière défensive de l'histoire de la Roja, Alberto Quintano compte quarante-neuf sélections de 1967 à 1979. Meilleur buteur de l'histoire de championnat chilien, le milieu offensif Francisco Valdés, cinquante sélections et neuf buts, est retenu pour le mondial 1966 mais n'entre pas en jeu. Il est en revanche le capitaine de la sélection au mondial 1974. Plus souvent en concurrence qu'associé à ce dernier, le milieu offensif Carlos Reinoso, trente-quatre sélections et cinq buts, est le meilleur buteur du championnat chilien en 1968 puis joue le mondial 1974. Vladimir Bigorra, défenseur latéral gauche de l'équipe chilienne de 1974 à 1987, dispute les quatre matchs des éliminatoires de la Coupe du monde 1982 et les trois de la phase finale. Son pendant côté droit lors de cette dernière compétition, Lizardo Garrido, compte quarante-quatre sélections entre 1981 et 1991. L'attaquant Juan Carlos Letelier, dix-huit buts en cinquante-sept matchs, est principalement connu pour ses réalisations contre l'Algérie au mondial 1982 puis contre le Brésil en Copa América 1987 lors de l'historique victoire chilienne (4–0). Enfin le gardien de but Roberto Rojas, l'un des plus talentueux que le Chili a connu, voit sa carrière basculer en 1989 après qu'il simule une blessure dans le but de se qualifier pour le mondial 1990 sur tapis vert.

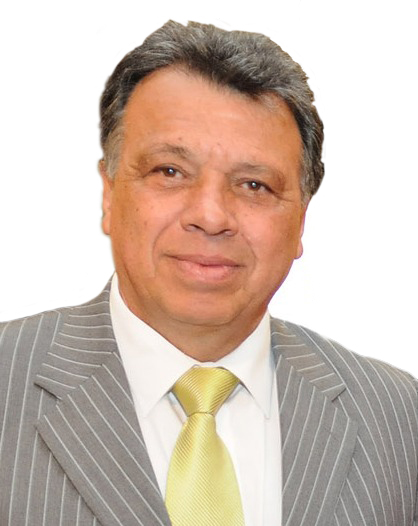
Elías Figueroa (en 2011).
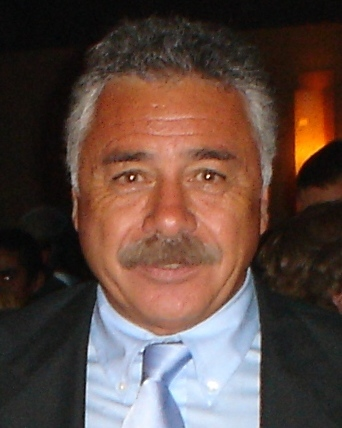
Carlos Caszely (en 2006).
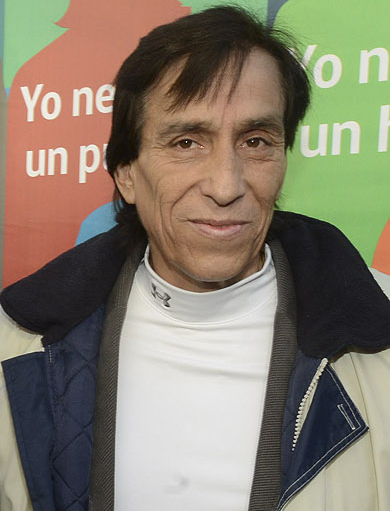
Roberto Rojas (en 2013).
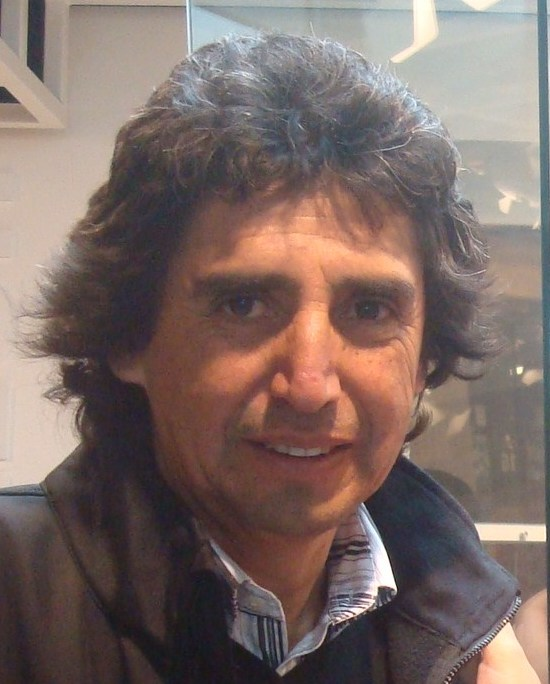
Lizardo Garrido (en 2009).

#### Années 1990
Les attaquants Iván Zamorano et Marcelo Salas, formant un duo appelé Za-Sa, sont les deux principaux joueurs chiliens des années 1990. À eux deux, ils signent près des trois quarts des buts chiliens aux éliminatoires de la Coupe du monde 1998, avec respectivement douze et onze buts, et quatre des cinq buts chiliens en phase finale. Ils dépassent tous deux le précédent record de buts avec la Roja de Carlos Caszely, Zamorano s'arrêtant à trente-quatre unités et Salas profitant de sa longévité pour le porter à trente-sept.
L'auteur du cinquième but chilien au mondial 1998 est le milieu de terrain José Luis Sierra, sélectionné à cinquante-trois reprises pour huit buts entre 1991 et 2000. Sélectionné à soixante-neuf reprises pour cinq buts, le milieu de terrain Fabián Estay dispute quatre éditions de la Copa América et est titulaire lors de deux des quatre matchs du mondial 1998, entrant en jeu contre le Cameroun puis le Brésil. Le défenseur Pedro Reyes, cinquante-cinq sélections et quatre buts entre 1994 et 2001, réalise une bonne Coupe du monde 1998 qui lui permet de s'exiler en Europe en signant dans la foulée à l'Association de la jeunesse auxerroise. Son partenaire en défense centrale durant le mondial en France, Javier Margas, est avec soixante-trois matchs l'un des défenseurs les plus capés de l'histoire de la sélection chilienne. Gardien des buts chiliens au mondial 1998, Nelson Tapia est avec soixante-treize capes le deuxième portier le plus sélectionné avec la Roja. Enfin le milieu de terrain Clarence Acuña, soixante-et-une sélections et trois buts de 1995 à 2004, surprend adversaires et experts au mondial 1998 et, malgré l'élimination en huitième de finale, est considéré comme l'une des révélations du tournoi.

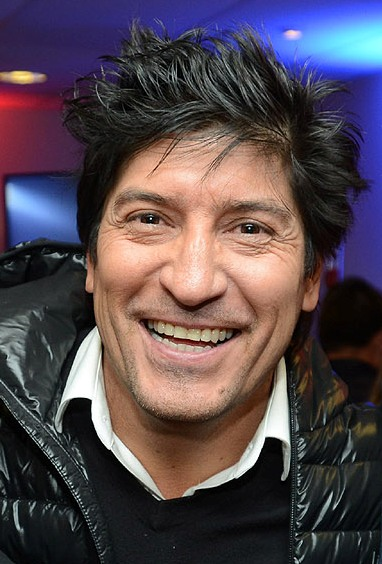
Iván Zamorano (en 2013).
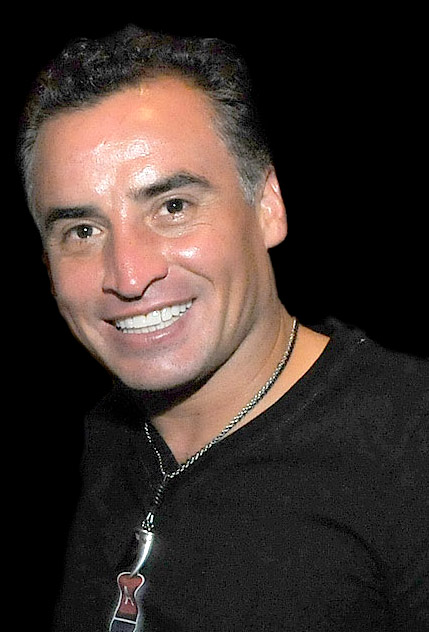
Fabián Estay (en 2011).
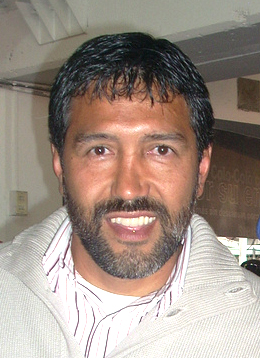
Pedro Reyes (en 2009).

#### Années 2000
Élu meilleur défenseur et médaillé de bronze aux Jeux olympiques 2000, Pablo Contreras compte soixante-sept capes pour deux buts. Le milieu de terrain David Pizarro, également médaillé de bronze à Sydney, accumule trente-six sélections et deux buts entre 1999 et 2005, avant de se retirer de l'équipe nationale, ne supportant pas l'indiscipline de certains coéquipiers. Finalement, il revient dans le groupe pour les éliminatoires du mondial 2014, après huit ans d'absence. Claudio Maldonado est lui aussi médaillé de bronze en Australie avant de devenir capitaine de la Roja pour les éliminatoires du mondial 2006. Auteur du but de la victoire sur la Suisse (1–0) au mondial 2010, Mark González est international à quarante-huit reprises pour quatre buts depuis 2003. Le milieu de terrain Matías Fernández réalise une bonne prestation en octobre 2007 contre le Pérou (2–0) en éliminatoires du mondial sud-africain en marquant un but après avoir offert une passe décisive à Humberto Suazo, meilleur buteur de la zone Amérique du Sud avec dix buts. Le milieu de terrain Rodrigo Tello honore trente-six sélections et trois buts entre 2000 et le mondial 2010, après lequel il prend sa retraite internationale. Enfin le défenseur Jorge Vargas est lui aussi capitaine de la sélection chilienne à plusieurs reprises et compte trente-huit capes entre 1999 et 2007.

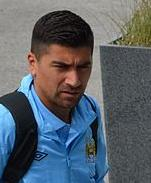
David Pizarro.
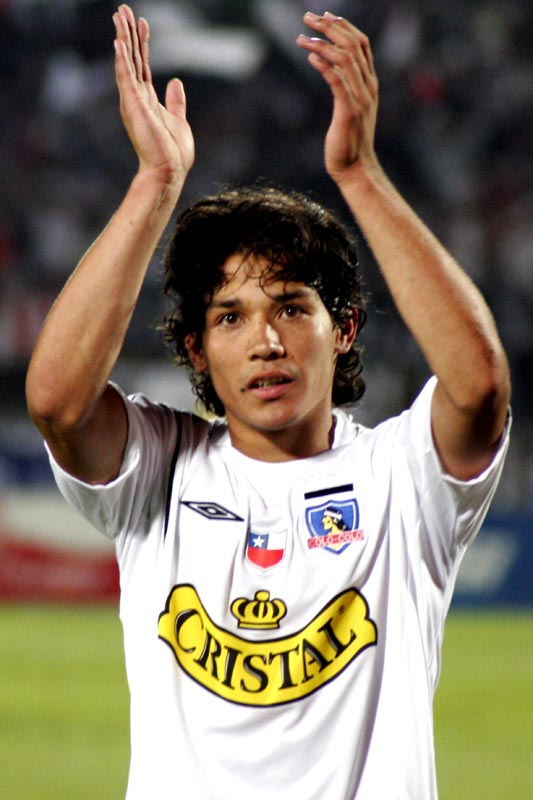
Matías Fernández.
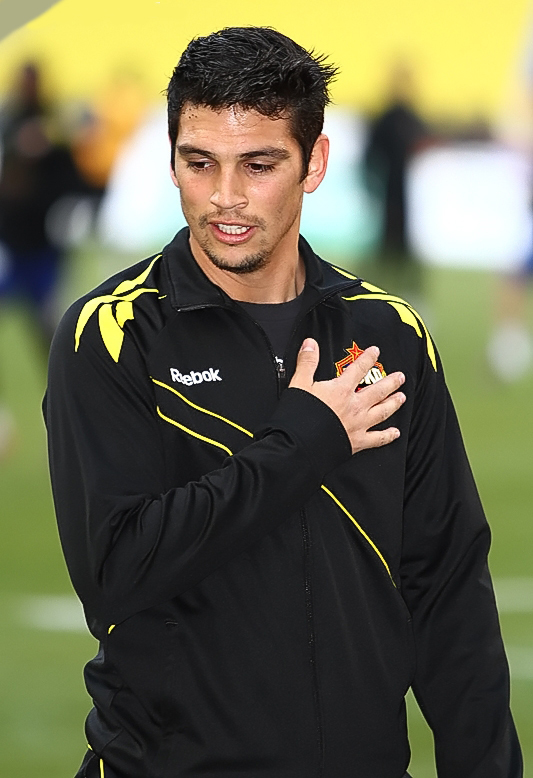
Mark González.
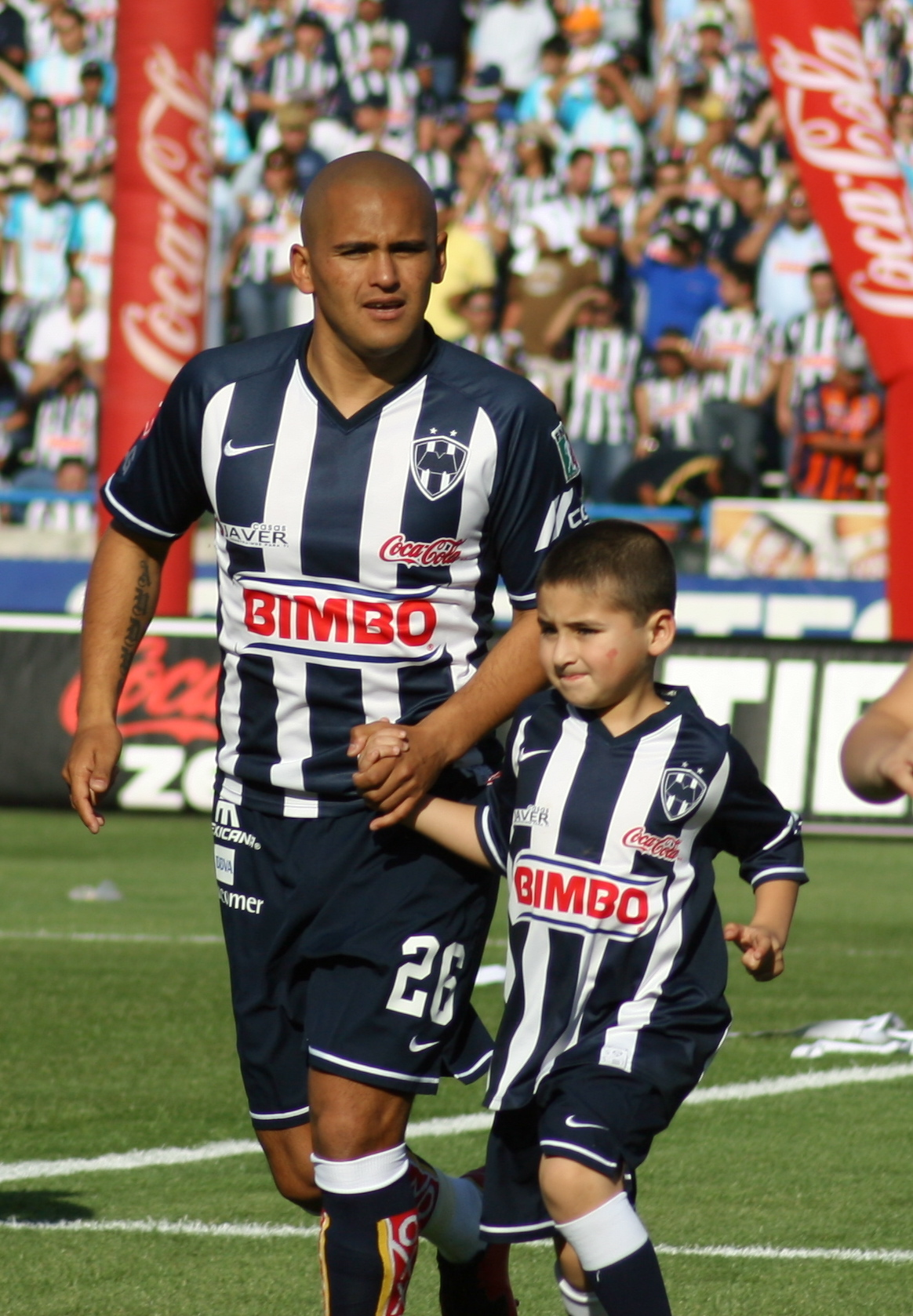
Humberto Suazo.
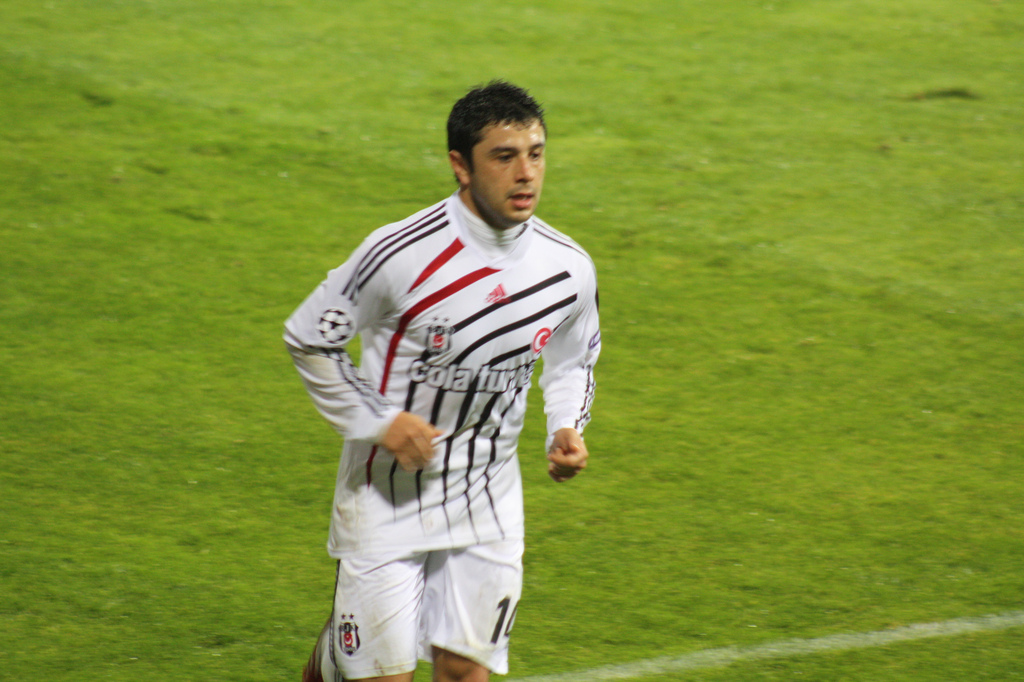
Rodrigo Tello.

#### La génération dorée de 2010, double championne d'Amérique du Sud

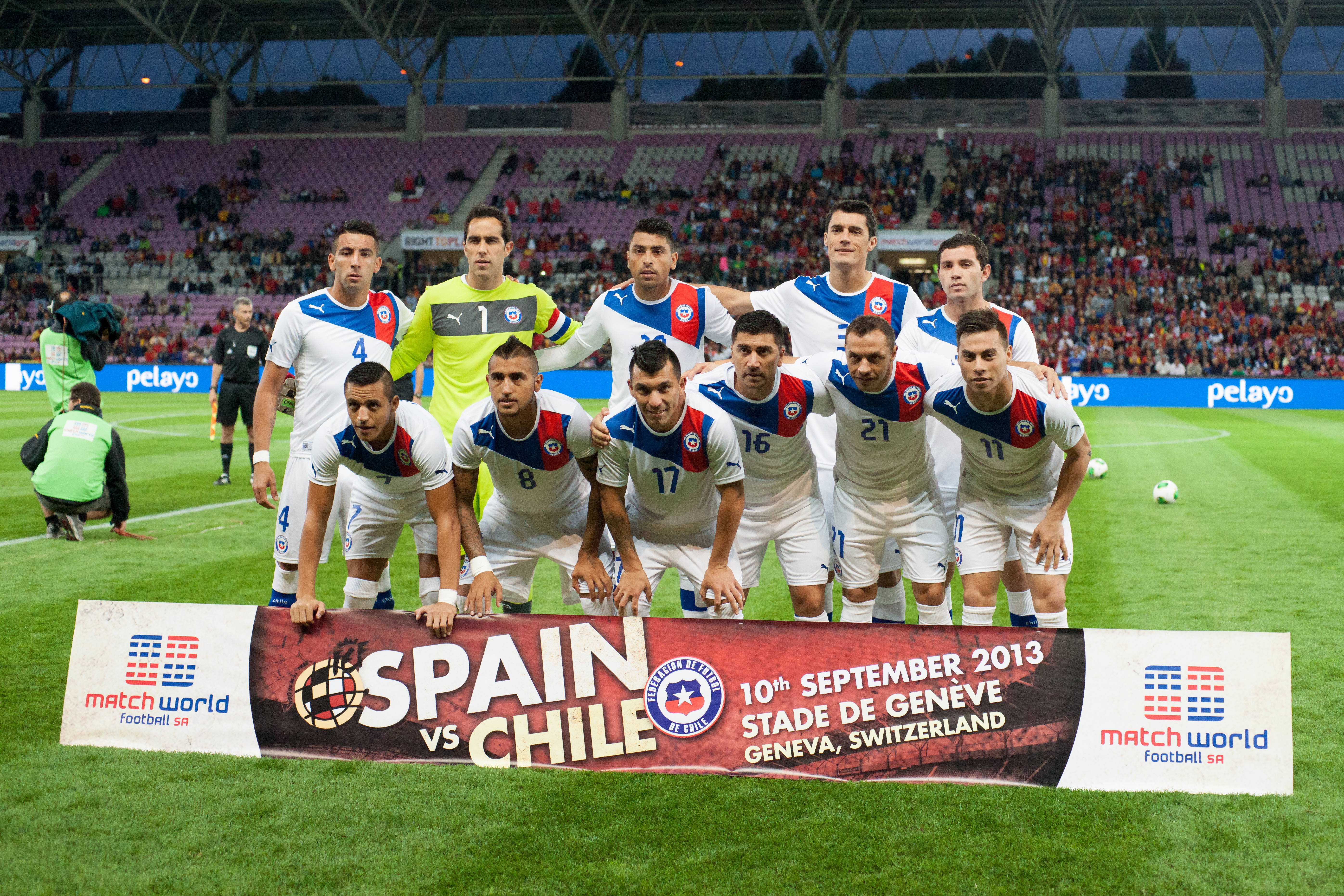
Le Chili en 2013. Debout : Isla, Bravo, Jara, González, Mena. Accroupis : Sánchez, Vidal, Medel, Pizarro, Díaz, Vargas.

L'attaquant Alexis Sánchez, auteur de trente-neuf buts en cent-dix-neuf matchs, actuel recordman de buts de l'équipe du Chili, est le plus jeune sélectionné de l'histoire de la Roja et participe activement aux deux qualifications successives de son pays pour les Coupes du monde 2010 et 2014, inscrivant respectivement trois et quatre buts en éliminatoires. Il détient aussi le record de capes de la sélection en compagnie de Claudio Bravo, l'emblématique gardien de but et actuel capitaine du Chili. Deux autres joueurs comptent également plus de 100 sélections en équipe du Chili, il s'agit des défenseurs Gonzalo Jara et Gary Medel. Ces quatre joueurs, auxquels on peut rajouter le talentueux milieu de terrain Arturo Vidal, sont représentatifs d'une génération dorée chilienne ayant remporté deux Copa América consécutives, en 2015 et 2016.

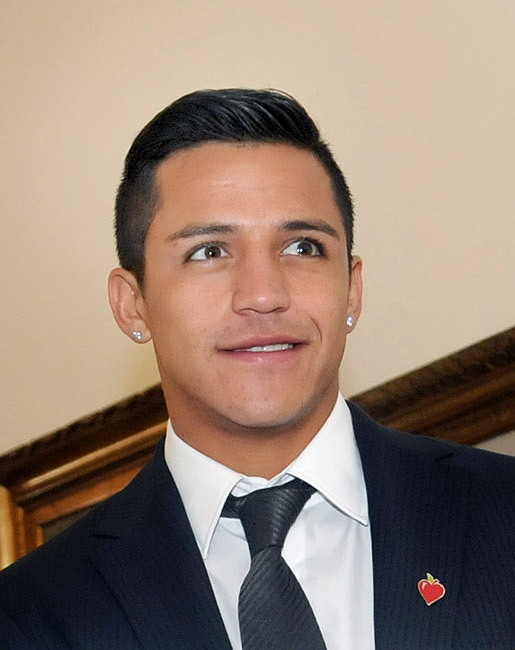
Alexis Sánchez.
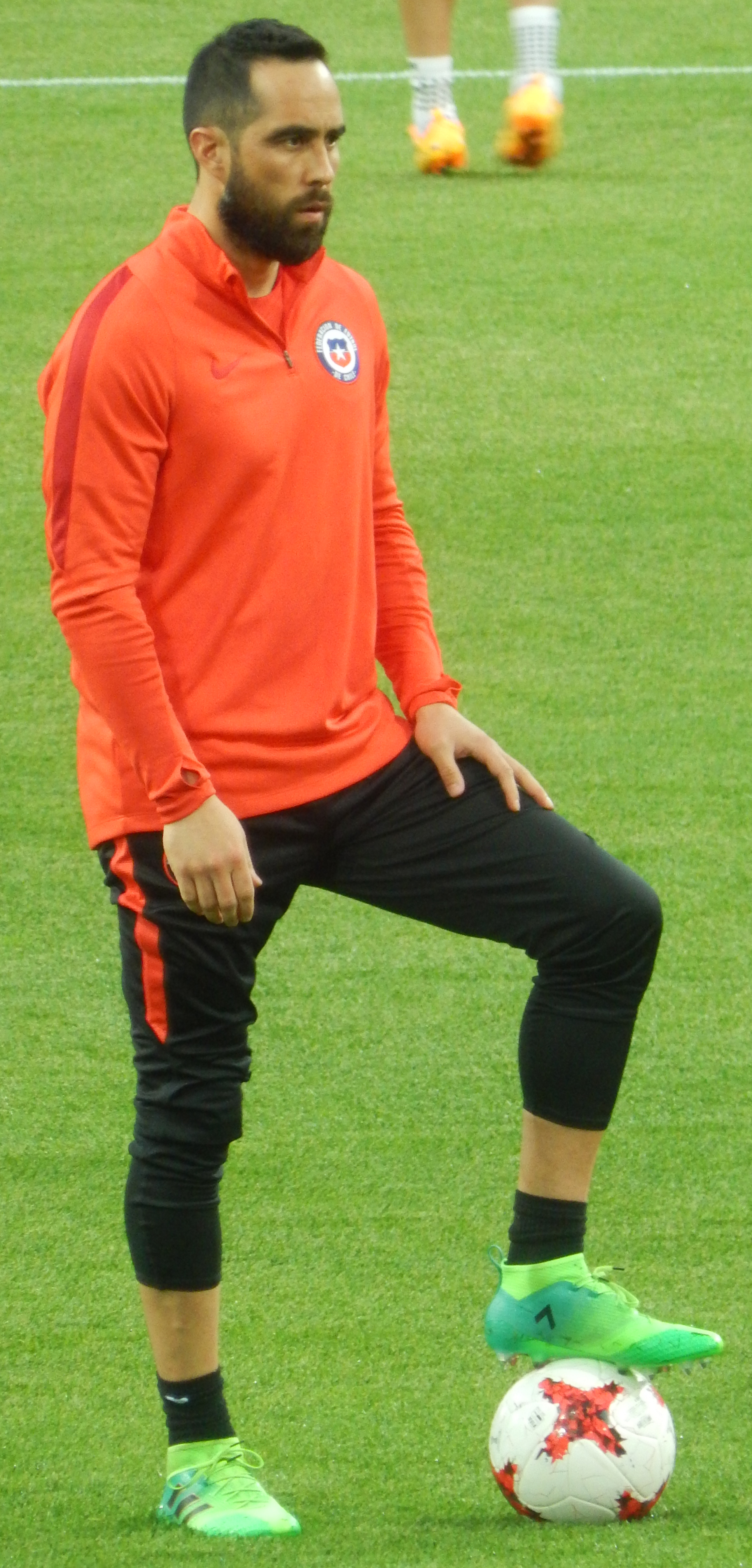
Claudio Bravo.
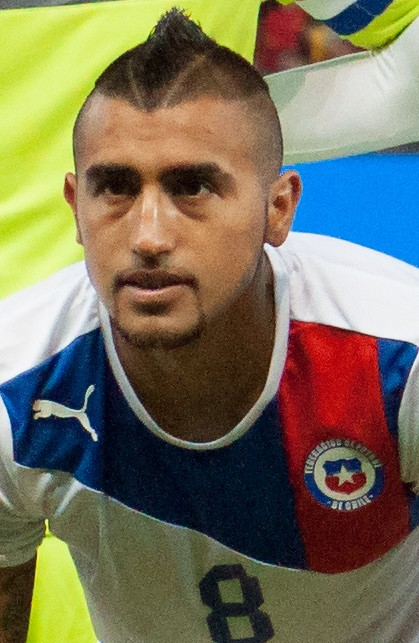
Arturo Vidal.
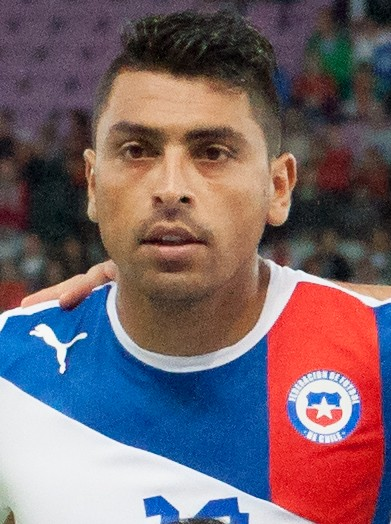
Gonzalo Jara.
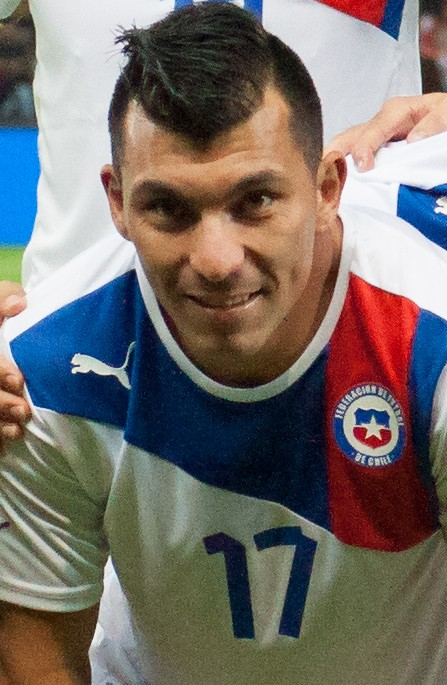
Gary Medel.

### Sélectionneurs
| Période   | Nom                           | Matchs | Victoires | Nuls | Défaites | Buts pour | Buts contre | Diff. de buts |
| --------- | ----------------------------- | ------ | --------- | ---- | -------- | --------- | ----------- | ------------- |
| 1910–1913 | Aucun,                        | 5      | 0         | 0    | 5        | 2         | 16          | -14           |
| 1916      | Carlos Fanta,                 | 5      | 0         | 1    | 4        | 3         | 16          | -13           |
| 1917      | Julián Bértola                | 3      | 0         | 0    | 3        | 0         | 10          | -10           |
| 1917      | Aucun                         | 1      | 0         | 1    | 0        | 1         | 1           | 0             |
| 1919      | Héctor Parra                  | 3      | 0         | 0    | 3        | 1         | 12          | -11           |
| 1920–1922 | Juan Carlos Bertone           | 10     | 0         | 3    | 7        | 5         | 20          | -15           |
| 1923      | Aucun                         | 3      | 0         | 0    | 3        | 1         | 9           | -8            |
| 1924      | Carlos Acuña                  | 3      | 0         | 0    | 3        | 1         | 10          | -9            |
| 1926      | José Rosetti                  | 4      | 2         | 1    | 1        | 14        | 6           | +8            |
| 1927      | Aucun                         | 1      | 0         | 0    | 1        | 2         | 3           | -1            |
| 1928      | Frank Powell                  | 3      | 1         | 1    | 1        | 7         | 7           | 0             |
| 1930      | György Orth,                  | 3      | 2         | 0    | 1        | 5         | 3           | +2            |
| 1935      | Aucun                         | 3      | 0         | 0    | 3        | 2         | 7           | -5            |
| 1936–1939 | Pedro Mazullo                 | 10     | 3         | 1    | 6        | 24        | 27          | -3            |
| 1941      | Máximo Garay                  | 4      | 2         | 0    | 2        | 6         | 3           | +3            |
| 1941–1945 | Franz Platko                  | 12     | 5         | 3    | 4        | 19        | 20          | -1            |
| 1946–1949 | Luis Tirado (es)              | 19     | 8         | 2    | 9        | 32        | 38          | -6            |
| 1950      | Franz Platko – Waldo Sanhueza | 4      | 2         | 0    | 2        | 8         | 8           | 0             |
| 1950      | Alberto Buccicardi            | 3      | 1         | 0    | 2        | 5         | 6           | -1            |
| 1952–1953 | Luis Tirado (es)              | 11     | 6         | 2    | 3        | 25        | 18          | +7            |
| 1953      | Franz Platko                  | 3      | 1         | 0    | 2        | 3         | 8           | -5            |
| 1954      | Luis Tirado (es)              | 4      | 0         | 0    | 4        | 1         | 10          | -9            |
| 1954      | Aucun                         | 2      | 1         | 0    | 1        | 4         | 5           | -1            |
| 1955–1956 | Luis Tirado (es)              | 19     | 7         | 4    | 8        | 40        | 30          | +10           |
| 1956–1957 | José Salerno                  | 7      | 2         | 1    | 4        | 13        | 17          | -4            |
| 1957      | Ladislao Pakozdi              | 6      | 2         | 1    | 3        | 4         | 11          | -7            |
| 1959–1962 | Fernando Riera                | 34     | 11        | 4    | 19       | 51        | 76          | -25           |
| 1962      | Luis Álamos                   | 3      | 0         | 1    | 2        | 3         | 5           | -2            |
| 1963–1965 | Francisco Hormazábal          | 13     | 4         | 6    | 3        | 20        | 17          | +3            |
| 1965–1966 | Luis Álamos                   | 11     | 2         | 2    | 7        | 9         | 18          | -9            |
| 1966–1967 | Alejandro Scopelli            | 12     | 5         | 3    | 4        | 22        | 19          | +3            |
| 1968–1969 | Salvador Nocetti              | 18     | 7         | 6    | 5        | 23        | 23          | 0             |
| 1970      | Francisco Hormazábal          | 2      | 0         | 0    | 2        | 1         | 7           | -6            |
| 1970      | Fernando Riera                | 1      | 0         | 0    | 1        | 1         | 5           | -4            |
| 1971      | Luis Vera – Raúl Pino         | 9      | 4         | 1    | 4        | 15        | 14          | +1            |
| 1972      | Raúl Pino                     | 2      | 0         | 0    | 2        | 0         | 3           | -3            |
| 1972      | Rudi Gutendorf                | 7      | 3         | 0    | 4        | 10        | 15          | -5            |
| 1973–1974 | Luis Álamos                   | 16     | 6         | 6    | 4        | 21        | 16          | +5            |
| 1974–1975 | Pedro Morales                 | 9      | 2         | 2    | 5        | 10        | 13          | -3            |
| 1976–1977 | Caupolicán Peña               | 9      | 3         | 2    | 4        | 9         | 10          | -1            |
| 1977–1982 | Luis Santibáñez               | 29     | 10        | 7    | 12       | 33        | 33          | 0             |
| 1983      | Luis Ibarra                   | 15     | 7         | 4    | 4        | 26        | 16          | +10           |
| 1984      | Isaac Carrasco                | 1      | 0         | 1    | 0        | 0         | 0           | 0             |
| 1984      | Vicente Cantatore             | 1      | 1         | 0    | 0        | 1         | 0           | +1            |
| 1985      | Pedro Morales                 | 12     | 5         | 3    | 4        | 19        | 15          | +4            |
| 1986      | Luis Ibarra                   | 1      | 0         | 1    | 0        | 1         | 1           | 0             |
| 1987      | Orlando Aravena               | 7      | 5         | 0    | 2        | 13        | 6           | +7            |
| 1987      | Manuel Rodríguez              | 1      | 0         | 0    | 1        | 1         | 2           | -1            |
| 1988–1989 | Orlando Aravena               | 34     | 14        | 9    | 11       | 42        | 32          | +10           |
| 1990–1993 | Arturo Salah                  | 23     | 9         | 6    | 8        | 30        | 23          | +7            |
| 1993      | Nelson Acosta                 | 1      | 0         | 0    | 1        | 0         | 2           | -2            |
| 1994      | Mirko Jozić                   | 8      | 3         | 2    | 3        | 13        | 14          | -1            |
| 1995–1996 | Xabier Azkargorta             | 18     | 9         | 5    | 4        | 28        | 23          | +5            |
| 1996–2001 | Nelson Acosta                 | 70     | 27        | 17   | 26       | 109       | 84          | +25           |
| 2001      | Pedro García                  | 12     | 3         | 1    | 8        | 11        | 19          | -8            |
| 2001      | Jorge Garcés                  | 3      | 0         | 1    | 2        | 1         | 5           | -4            |
| 2002      | César Vaccia                  | 1      | 0         | 0    | 1        | 0         | 2           | -2            |
| 2003–2005 | Juvenal Olmos                 | 25     | 7         | 9    | 9        | 24        | 25          | -1            |
| 2005–2007 | Nelson Acosta                 | 28     | 13        | 8    | 7        | 35        | 38          | -3            |
| 2007–2011 | Marcelo Bielsa,               | 51     | 28        | 8    | 15       | 69        | 49          | +20           |
| 2011–2012 | Claudio Borghi                | 27     | 11        | 5    | 11       | 40        | 40          | 0             |
| 2012–2016 | Jorge Sampaoli                | 44     | 27        | 9    | 8        | 89        | 44          | +45           |
| 2016-2017 | Juan Antonio Pizzi            | 32     | 12        | 8    | 12       | 45        | 36          | +9            |
| 2018-2020 | Reinaldo Rueda                | -      | -         | -    | -        | -         | -           | -             |
| 2021-2022 | Martín Lasarte                | -      | -         | -    | -        | -         | -           | -             |
| 2021-2023 | Eduardo Berizzo               | -      | -         | -    | -        | -         | -           | -             |
| 2024-2025 | Ricardo Gareca                | -      | -         | -    | -        | -         | -           | -             |
| Total     |                               | 767    | 293       | 164  | 310      | 1086      | 1099        | -13           |

## Identité

### Couleurs
| 1910–1941 | 1941–1947 | 1947 | Mondial 1974 (dom.) | Mondial 1982 (dom.) |

|  | Copa América 1993 (dom.) | Mondial 1998 (dom.) | 2003–2006 | 2007–2009 | 2021 |

### Surnoms
L'équipe du Chili est surnommée la Roja en français : « la Rouge » ou encore el Equipo de Todos en français : « l'Équipe de tous ».

## Résultats de l'équipe du Chili

### Parcours en compétition internationale

#### Coupe du monde
| Année | Position         |      | Année              | Position |                    | Année | Position |
| 1930  | 1er tour         | 1970 | Non qualifiée      | 2002     | Non qualifiée      |       |          |
| 1934  | forfait          | 1974 | 1er tour           | 2006     | Non qualifiée      |       |          |
| 1938  | Non inscrit      | 1978 | Non qualifiée      | 2010     | Huitième de finale |       |          |
| 1950  | 1er tour         | 1982 | 1er tour           | 2014     | Huitième de finale |       |          |
| 1954  | Non qualifiée    | 1986 | Non qualifiée      | 2018     | Non qualifiée      |       |          |
| 1958  | Non qualifiée    | 1990 | Non qualifiée      | 2022     | Non qualifiée      |       |          |
| 1962  | Demi-finale (3e) | 1994 | suspension FIFA    | 2026     | Non qualifiée      |       |          |
| 1966  | 1er tour         | 1998 | Huitième de finale | 2030     | À venir            |       |          |

| Joueur             | Édition(s)                       | Buts | Matchs |
| Guillermo Subiabre | Uruguay 1930                     | 4    | 3      |
| Leonel Sánchez     | Chili 1962, Angleterre 1966      | 4    | 9      |
| Marcelo Salas      | France 1998                      | 4    | 4      |
| Atilio Cremaschi   | Brésil 1950                      | 2    | 3      |
| Jaime Ramírez      | Chili 1962, Angleterre 1966      | 2    | 6      |
| Jorge Toro         | Chili 1962                       | 2    | 5      |
| Eladio Rojas       | Chili 1962                       | 2    | 6      |
| Rubén Marcos       | Angleterre 1966                  | 2    | 3      |
| Jean Beausejour    | Afrique du Sud 2010, Brésil 2014 | 2    | 6      |
| Alexis Sánchez     | Afrique du Sud 2010, Brésil 2014 | 2    | 8      |

| Édition      | Résultat                       | Class.                         | J                              | G                              | N                              | P                              | BP                             | BC                             |
| ------------ | ------------------------------ | ------------------------------ | ------------------------------ | ------------------------------ | ------------------------------ | ------------------------------ | ------------------------------ | ------------------------------ |
| 1930         | 1er tour (quart de finale)     | 5e                             | 3                              | 2                              | 0                              | 1                              | 5                              | 3                              |
| 1934         | Non qualifié (forfait)         | Non qualifié (forfait)         | Non qualifié (forfait)         | Non qualifié (forfait)         | Non qualifié (forfait)         | Non qualifié (forfait)         | Non qualifié (forfait)         | Non qualifié (forfait)         |
| 1938         | Non inscrit                    | Non inscrit                    | Non inscrit                    | Non inscrit                    | Non inscrit                    | Non inscrit                    | Non inscrit                    | Non inscrit                    |
| 1950         | 1er tour (huitième de finale)  | 9e                             | 3                              | 1                              | 0                              | 2                              | 5                              | 6                              |
| 1954         | Non qualifié                   | Non qualifié                   | Non qualifié                   | Non qualifié                   | Non qualifié                   | Non qualifié                   | Non qualifié                   | Non qualifié                   |
| 1958         | Non qualifié                   | Non qualifié                   | Non qualifié                   | Non qualifié                   | Non qualifié                   | Non qualifié                   | Non qualifié                   | Non qualifié                   |
| 1962         | Demi-finaliste                 | 3e                             | 6                              | 4                              | 0                              | 2                              | 10                             | 8                              |
| 1966         | 1er tour (huitième de finale)  | 13e                            | 3                              | 0                              | 1                              | 2                              | 2                              | 5                              |
| 1970         | Non qualifié                   | Non qualifié                   | Non qualifié                   | Non qualifié                   | Non qualifié                   | Non qualifié                   | Non qualifié                   | Non qualifié                   |
| 1974         | 1er tour (huitième de finale)  | 11e                            | 3                              | 0                              | 2                              | 1                              | 1                              | 2                              |
| 1978         | Non qualifié                   | Non qualifié                   | Non qualifié                   | Non qualifié                   | Non qualifié                   | Non qualifié                   | Non qualifié                   | Non qualifié                   |
| 1982         | 1er tour (12e de finale)       | 22e                            | 3                              | 0                              | 0                              | 3                              | 3                              | 8                              |
| 1986         | Non qualifié                   | Non qualifié                   | Non qualifié                   | Non qualifié                   | Non qualifié                   | Non qualifié                   | Non qualifié                   | Non qualifié                   |
| 1990         | Non qualifié                   | Non qualifié                   | Non qualifié                   | Non qualifié                   | Non qualifié                   | Non qualifié                   | Non qualifié                   | Non qualifié                   |
| 1994         | Non qualifié (suspension FIFA) | Non qualifié (suspension FIFA) | Non qualifié (suspension FIFA) | Non qualifié (suspension FIFA) | Non qualifié (suspension FIFA) | Non qualifié (suspension FIFA) | Non qualifié (suspension FIFA) | Non qualifié (suspension FIFA) |
| 1998         | 8e de finaliste                | 16e                            | 4                              | 0                              | 3                              | 1                              | 5                              | 8                              |
| 2002 et 2006 | Non qualifié                   | Non qualifié                   | Non qualifié                   | Non qualifié                   | Non qualifié                   | Non qualifié                   | Non qualifié                   | Non qualifié                   |
| 2010         | 8e de finaliste                | 10e                            | 4                              | 2                              | 0                              | 2                              | 3                              | 5                              |
| 2014         | 8e de finaliste                | 9e                             | 4                              | 2                              | 1                              | 1                              | 6                              | 4                              |
| 2018 et 2022 | Non qualifié                   | Non qualifié                   | Non qualifié                   | Non qualifié                   | Non qualifié                   | Non qualifié                   | Non qualifié                   | Non qualifié                   |
| 2026         |                                |                                |                                |                                |                                |                                |                                |                                |
| Total        | 9/21                           |                                | 33                             | 11                             | 7                              | 15                             | 40                             | 49                             |

#### Copa América
| Année | Position |      | Année     | Position |                  | Année | Position |
| 1916  | 4e       | 1942 | 6e        | 1987     | Finaliste        |       |          |
| 1917  | 4e       | 1945 | 3e        | 1989     | 1er tour         |       |          |
| 1919  | 4e       | 1946 | 5e        | 1991     | Demi-finale (3e) |       |          |
| 1920  | 4e       | 1947 | 4e        | 1993     | 1er tour         |       |          |
| 1921  | Forfait  | 1949 | 5e        | 1995     | 1er tour         |       |          |
| 1922  | 5e       | 1953 | 4e        | 1997     | 1er tour         |       |          |
| 1923  | Forfait  | 1955 | Finaliste | 1999     | Demi-finale (4e) |       |          |
| 1924  | 4e       | 1956 | Finaliste | 2001     | Quart de finale  |       |          |
| 1925  | Forfait  | 1957 | 6e        | 2004     | 1er tour         |       |          |
| 1926  | 3e       | 1959 | 5e        | 2007     | Quart de finale  |       |          |
| 1927  | Forfait  | 1959 | Forfait   | 2011     | Quart de finale  |       |          |
| 1929  | Forfait  | 1963 | Forfait   | 2015     | Vainqueur        |       |          |
| 1935  | 4e       | 1967 | 3e        | 2016     | Vainqueur        |       |          |
| 1937  | 5e       | 1975 | 1er tour  | 2019     | Demi-finale (4e) |       |          |
| 1939  | 4e       | 1979 | Finaliste | 2021     | Quart de finale  |       |          |
| 1941  | 3e       | 1983 | 1er tour  | 2024     | 1er tour         |       |          |

| Joueur             | Édition(s)                                               | Buts | Matchs |
| Eduardo Vargas     | Chili 2015, États-Unis 2016                              | 10   | 10     |
| Enrique Hormazábal | Pérou 1953, Chili 1955, Uruguay 1956                     | 10   | 16     |
| Raúl Toro          | Argentine 1937, Pérou 1939, Chili 1941                   | 9    | 12     |
| David Arellano     | Uruguay 1924, Chili 1926                                 | 8    | 6      |
| Iván Zamorano      | Argentine 1987, Chili 1991, Équateur 1993, Paraguay 1999 | 8    | 15     |
| Francisco Molina   | Pérou 1953                                               | 7    | 6      |
| Juan Alcántara     | Chili 1945, Argentine 1946                               | 6    | 5      |
| Atilio Cremaschi   | Chili 1945, Argentine 1946, Brésil 1949, Pérou 1953      | 6    | 16     |
| Jaime Ramírez      | Chili 1955, Uruguay 1956, Pérou 1957                     | 6    | 15     |

| Édition  | Résultat | Class.  | J       | G       | N       | P       | BP      | BC      |
| -------- | -------- | ------- | ------- | ------- | ------- | ------- | ------- | ------- |
| 1916     | 4e       | 4e      | 3       | 0       | 1       | 2       | 2       | 11      |
| 1917     | 4e       | 4e      | 3       | 0       | 0       | 3       | 0       | 10      |
| 1919     | 4e       | 4e      | 3       | 0       | 0       | 3       | 1       | 12      |
| 1920     | 4e       | 4e      | 3       | 0       | 1       | 2       | 2       | 4       |
| 1921     | Forfait  | Forfait | Forfait | Forfait | Forfait | Forfait | Forfait | Forfait |
| 1922     | 5e       | 5e      | 4       | 0       | 1       | 3       | 1       | 10      |
| 1923     | Forfait  | Forfait | Forfait | Forfait | Forfait | Forfait | Forfait | Forfait |
| 1924     | 4e       | 4e      | 3       | 0       | 0       | 3       | 1       | 10      |
| 1925     | Forfait  | Forfait | Forfait | Forfait | Forfait | Forfait | Forfait | Forfait |
| 1926     | 3e       | 3e      | 4       | 2       | 1       | 1       | 14      | 6       |
| 1927     | Forfait  | Forfait | Forfait | Forfait | Forfait | Forfait | Forfait | Forfait |
| 1929     | Forfait  | Forfait | Forfait | Forfait | Forfait | Forfait | Forfait | Forfait |
| 1935     | 4e       | 4e      | 3       | 0       | 0       | 3       | 2       | 7       |
| 1937     | 5e       | 5e      | 5       | 1       | 1       | 3       | 12      | 13      |
| 1939     | 4e       | 4e      | 4       | 1       | 0       | 3       | 8       | 12      |
| 1941     | 3e       | 3e      | 4       | 2       | 0       | 2       | 6       | 3       |
| 1942     | 6e       | 6e      | 6       | 1       | 1       | 4       | 4       | 15      |
| 1945     | 3e       | 3e      | 6       | 4       | 1       | 1       | 15      | 5       |
| 1946     | 5e       | 5e      | 5       | 2       | 0       | 3       | 8       | 11      |
| 1947     | 4e       | 4e      | 7       | 4       | 1       | 2       | 14      | 13      |
| 1949     | 5e       | 5e      | 7       | 2       | 1       | 4       | 10      | 14      |
| 1953     | 4e       | 4e      | 6       | 3       | 1       | 2       | 10      | 10      |
| 1955     | 2e       | 2e      | 5       | 3       | 1       | 1       | 19      | 8       |
| 1956     | 2e       | 2e      | 5       | 3       | 0       | 2       | 11      | 8       |
| 1957     | 6e       | 6e      | 6       | 1       | 1       | 4       | 9       | 17      |
| 1959 (1) | 5e       | 5e      | 6       | 2       | 1       | 3       | 9       | 14      |
| 1959 (2) | Forfait  | Forfait | Forfait | Forfait | Forfait | Forfait | Forfait | Forfait |
| 1963     | Forfait  | Forfait | Forfait | Forfait | Forfait | Forfait | Forfait | Forfait |
| 1967     | 3e       | 3e      | 5       | 2       | 2       | 1       | 8       | 6       |

| Édition | Résultat           | Class. | J   | G  | N  | P  | BP  | BC  |
| ------- | ------------------ | ------ | --- | -- | -- | -- | --- | --- |
| 1975    | 1er tour           | 6e     | 4   | 1  | 1  | 2  | 7   | 6   |
| 1979    | Finaliste          | 2e     | 9   | 4  | 3  | 2  | 13  | 6   |
| 1983    | 1er tour           | 5e     | 4   | 2  | 1  | 1  | 8   | 2   |
| 1987    | Finaliste          | 2e     | 4   | 3  | 0  | 1  | 9   | 3   |
| 1989    | 1er tour           | 5e     | 4   | 2  | 0  | 2  | 7   | 5   |
| 1991    | 3e                 | 3e     | 7   | 3  | 2  | 2  | 11  | 6   |
| 1993    | 1er tour           | 9e     | 3   | 1  | 0  | 2  | 3   | 4   |
| 1995    | 1er tour           | 11e    | 3   | 0  | 1  | 2  | 3   | 8   |
| 1997    | 1er tour           | 11e    | 3   | 0  | 0  | 3  | 1   | 5   |
| 1999    | Demi-finaliste     | 4e     | 6   | 2  | 1  | 3  | 8   | 7   |
| 2001    | Quart de finaliste | 7e     | 4   | 2  | 0  | 2  | 5   | 5   |
| 2004    | 1er tour           | 10e    | 3   | 0  | 1  | 2  | 2   | 4   |
| 2007    | Quart de finaliste | 8e     | 4   | 1  | 1  | 2  | 4   | 11  |
| 2011    | Quart de finaliste | 7e     | 4   | 2  | 1  | 1  | 5   | 4   |
| 2015    | Vainqueur          | 1er    | 6   | 4  | 2  | 0  | 13  | 4   |
| 2016    | Vainqueur          | 1er    | 6   | 4  | 1  | 1  | 16  | 5   |
| 2019    | Demi-finaliste     | 4e     | 6   | 2  | 1  | 3  | 7   | 7   |
| 2021    | Quart de finaliste | 7e     | 5   | 1  | 2  | 2  | 3   | 5   |
| 2024    | 1er tour           | 12e    | 3   | 0  | 2  | 1  | 0   | 1   |
| Total   | 40/47              |        | 185 | 65 | 34 | 86 | 284 | 310 |

#### Coupe des confédérations
| Joueur           | Édition(s)  | Buts | Matchs |
| Alexis Sánchez   | Russie 2017 | 1    | 5      |
| Arturo Vidal     | Russie 2017 | 1    | 5      |
| Eduardo Vargas   | Russie 2017 | 1    | 5      |
| Martín Rodríguez | Russie 2017 | 1    | 3      |

| Édition   | Résultat     | Class.       | J            | G            | N            | P            | BP           | BC           |
| --------- | ------------ | ------------ | ------------ | ------------ | ------------ | ------------ | ------------ | ------------ |
| 1992-2013 | Non qualifié | Non qualifié | Non qualifié | Non qualifié | Non qualifié | Non qualifié | Non qualifié | Non qualifié |
| 2017      | Finaliste    | 2e           | 5            | 1            | 3            | 1            | 4            | 3            |
| Total     | 1/10         |              | 5            | 1            | 3            | 1            | 4            | 3            |

#### Championnat panaméricain
| Édition | Résultat    | Class.      | J           | G           | N           | P           | BP          | BC          |
| ------- | ----------- | ----------- | ----------- | ----------- | ----------- | ----------- | ----------- | ----------- |
| 1952    | 2e          | 2e          | 5           | 4           | 0           | 1           | 15          | 6           |
| 1956    | 6e          | 6e          | 5           | 0           | 1           | 4           | 5           | 11          |
| 1960    | Non inscrit | Non inscrit | Non inscrit | Non inscrit | Non inscrit | Non inscrit | Non inscrit | Non inscrit |
| Total   | 2/3         |             | 10          | 4           | 1           | 5           | 20          | 17          |

### Palmarès
- Coupe du monde :
  - 3e en 1962.

- Copa América (2) : 
  - Vainqueur en 2015 et 2016.
  - Finaliste en 1955, 1956, 1979 et 1987.

- Coupe des confédérations :
  - Finaliste en 2017.

- Championnat panaméricain :
  - 2e en 1952.

## Statistiques

### Nations rencontrées
| Adversaire | Victoires | Matchs nuls | Défaites | Total |
| ---------- | --------- | ----------- | -------- | ----- |
| Argentine  | 6         | 27          | 60       | 93    |
| Uruguay    | 18        | 19          | 47       | 84    |
| Pérou      | 45        | 14          | 23       | 82    |
| Brésil     | 8         | 14          | 51       | 73    |
| Paraguay   | 27        | 7           | 29       | 63    |
| Équateur   | 29        | 12          | 10       | 51    |
| Bolivie    | 31        | 9           | 7        | 47    |
| Colombie   | 15        | 17          | 10       | 42    |
| Mexique    | 11        | 5           | 15       | 31    |
| Venezuela  | 20        | 5           | 3        | 28    |
| Costa Rica | 3         | 2           | 6        | 11    |
| Espagne    | 1         | 2           | 8        | 11    |
| États-Unis | 5         | 3           | 3        | 11    |

Naturellement, les dix équipes nationales rencontrées plus de vingt fois font exclusivement partie du continent américain. Au 13 août 2021, des neuf autres membres de la CONMEBOL, seul le Venezuela est devancé par un pays d'une autre confédération au nombre de confrontations avec la Roja, le Mexique. L'équipe d'Espagne, affrontée pour la première fois au Mondial 1950, noue des relations privilégiées avec l'équipe du Chili qu'elle rencontre ensuite régulièrement en match amical, cette dernière ne parvenant à la battre qu'au Mondial 2014, pour leur onzième rencontre.
Parmi les sélections du reste du monde, les plus rencontrées sont, outre l'Espagne, le Costa Rica et les États-Unis (11 matchs), l'Allemagne (neuf matchs), la Russie, Haïti et le Honduras (8 matchs), l'Angleterre, l'Australie et l'Irlande (six matchs) et la France et le Guatemala (5 matchs).

### Rivalités

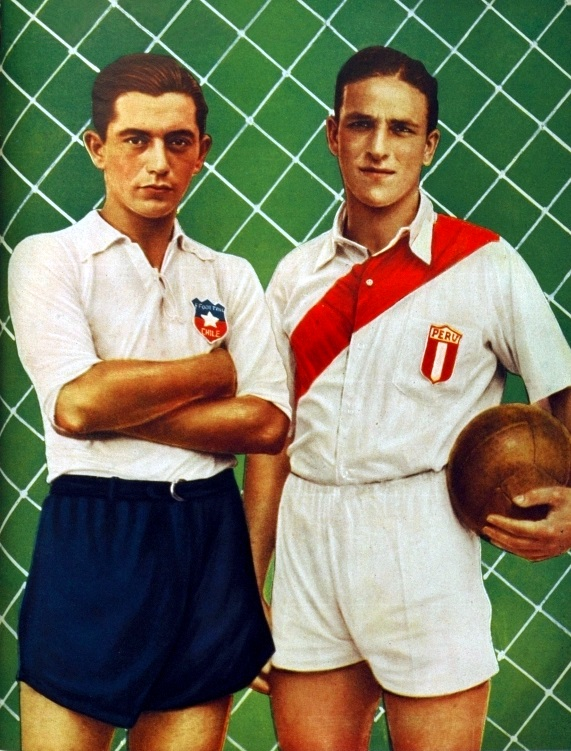
Raúl Toro (Chili) et Lolo Fernández (Pérou).

En football, le rival historique de la Roja est le Pérou, avec lequel les confrontations sont baptisées Clásico del Pacífico,. La rivalité entre les deux nations remonte à la guerre du Pacifique. Auparavant, les deux pays avaient été en bons termes, s'alliant mutuellement pendant les guerres d'indépendance en Amérique du Sud et la guerre hispano-sud-américaine. Les différends territoriaux, maritimes et culturels alimentent les tensions depuis la fin de la guerre du Pacifique. Ces querelles historiques et amertumes persistantes conduisent à une grande rivalité sportive entre les deux nations, classée en 2008 parmi les dix plus grandes rivalités de football dans le monde.
Le Clásico de Los Andes ou « choc des Andes » est le nom donné à la rivalité entre l'Argentine et le Chili en football. La première confrontation entre ces deux équipes se tient le 27 mai 1910 dans le cadre d'un match amical marquant les débuts de l'équipe du Chili. Adversaire privilégié de la Roja, l'Albiceleste est aussi sa bête noire car en 93 rencontres elle ne s'est imposée que six fois.

### Records
En termes de résultats records, les plus larges victoires du Chili le sont sur le score de 7–0 :
- contre le Venezuela à Santiago en Copa América, le 29 août 1979 ;
- contre l'Arménie, à Santiago en match amical, le 4 janvier 1997 ;
- contre le Mexique, à Santa Clara en Copa América, le 18 juin 2016.

Sa plus large défaite est enregistrée lors de la Coupe O'Higgins sur le score de 0–7 face au Brésil, le 17 septembre 1959 à Rio de Janeiro. Une autre défaite face au Brésil constitue le record de buts lors d'un match de l'équipe du Chili, le 3 janvier 1937 (4–6) en Copa América.
Le plus jeune joueur sélectionné en équipe du Chili est l'attaquant Alexis Sánchez, qui foule la pelouse face à la Nouvelle-Zélande le 27 avril 2006 à l'âge de 17 ans et 4 mois. Le joueur le plus âgé est Nelson Tapia qui garde les buts chiliens le 4 septembre 2005 face au Brésil à l'âge de 38 ans et 11 mois.

### Classements FIFA
| Année                         | 1993 | 1994 | 1995 | 1996 | 1997 | 1998 | 1999 | 2000 | 2001 | 2002 | 2003 | 2004 | 2005 | 2006 | 2007 |
| ----------------------------- | ---- | ---- | ---- | ---- | ---- | ---- | ---- | ---- | ---- | ---- | ---- | ---- | ---- | ---- | ---- |
| Classement mondial            | 55   | 47   | 36   | 26   | 16   | 16   | 23   | 19   | 39   | 84   | 80   | 74   | 64   | 41   | 45   |
| Classement en Amérique du Sud | 6    | 6    | 5    | 4    | 3    | 3    | 4    | 5    | 7    | 9    | 9    | 9    | 7    | 7    | 6    |

| Année                         | 2008 | 2009 | 2010 | 2011 | 2012 | 2013 | 2014 | 2015 | 2016 | 2017 | 2018 | 2019 | 2020 |
| ----------------------------- | ---- | ---- | ---- | ---- | ---- | ---- | ---- | ---- | ---- | ---- | ---- | ---- | ---- |
| Classement mondial            | 31   | 15   | 15   | 13   | 26   | 15   | 14   | 5    | 4    | 10   | 12   | 17   | 17   |
| Classement en Amérique du Sud | 5    | 3    | 4    | 4    | 6    | 5    | 4    | 2    | 3    | 3    | 4    | 5    | 5    |

| Légende du classement mondial : Légende du classement sud-américain : | - de 1 à 3 - de 1 à 3 | - de 4 à 14 - de 4 à 9 | - de 15 à 209 - de 10 à 54 |